# Biserica de lemn din Sic

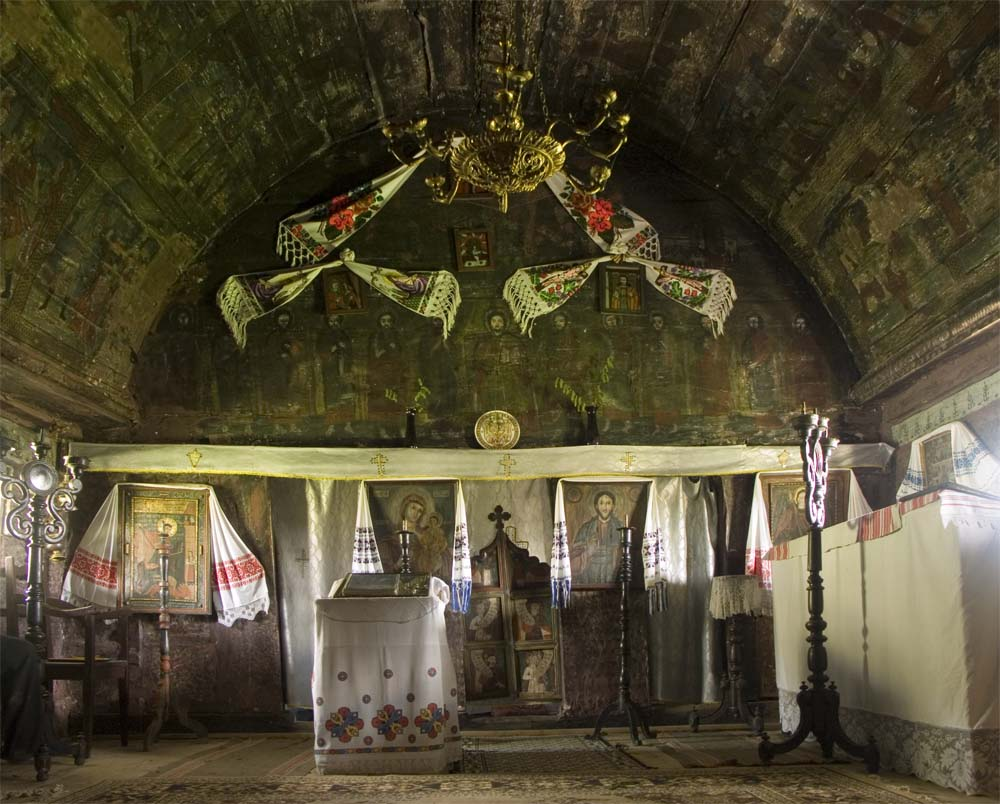
Interior, 2008

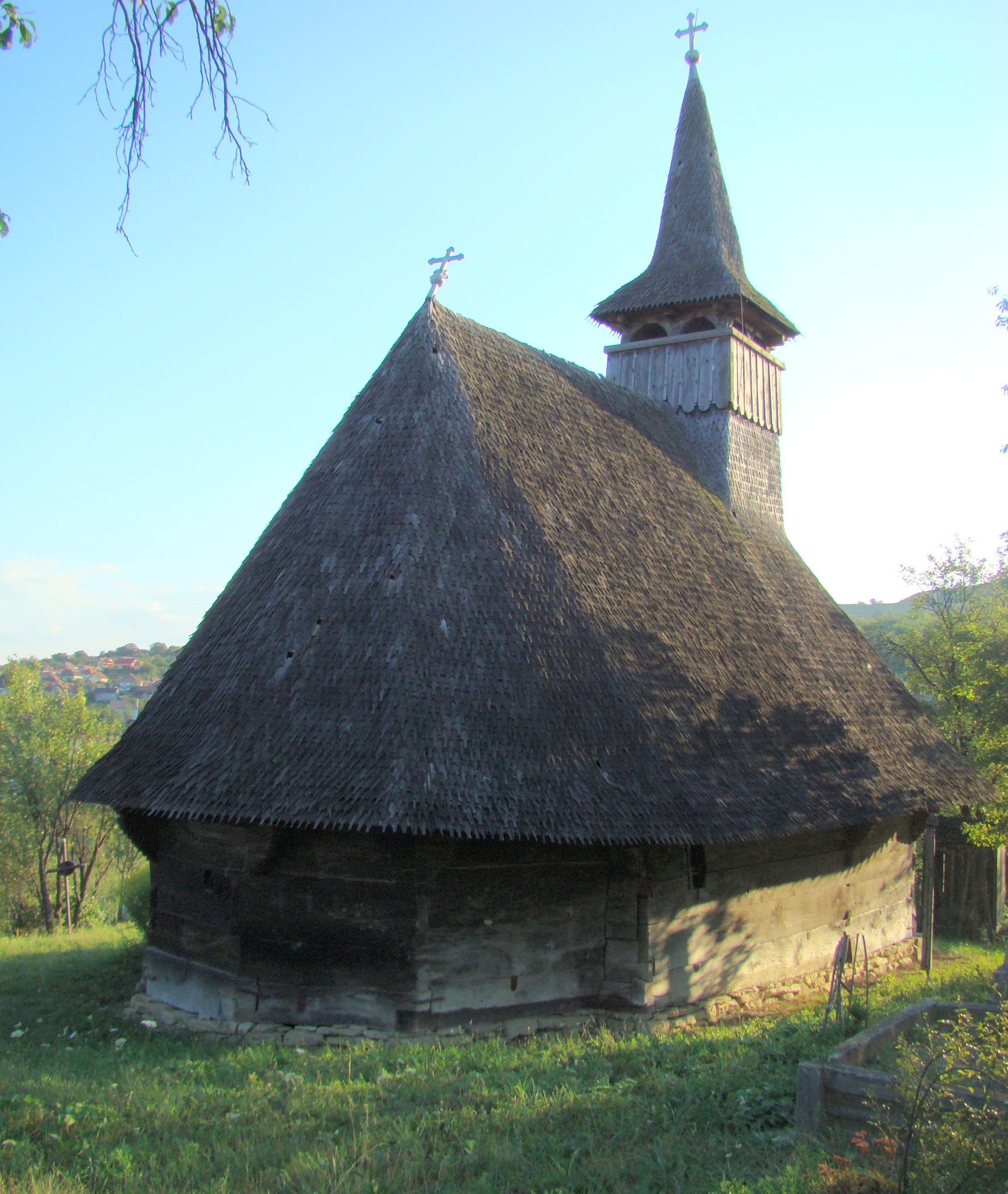
Biserica de lemn din Sic, foto: august: 2014.

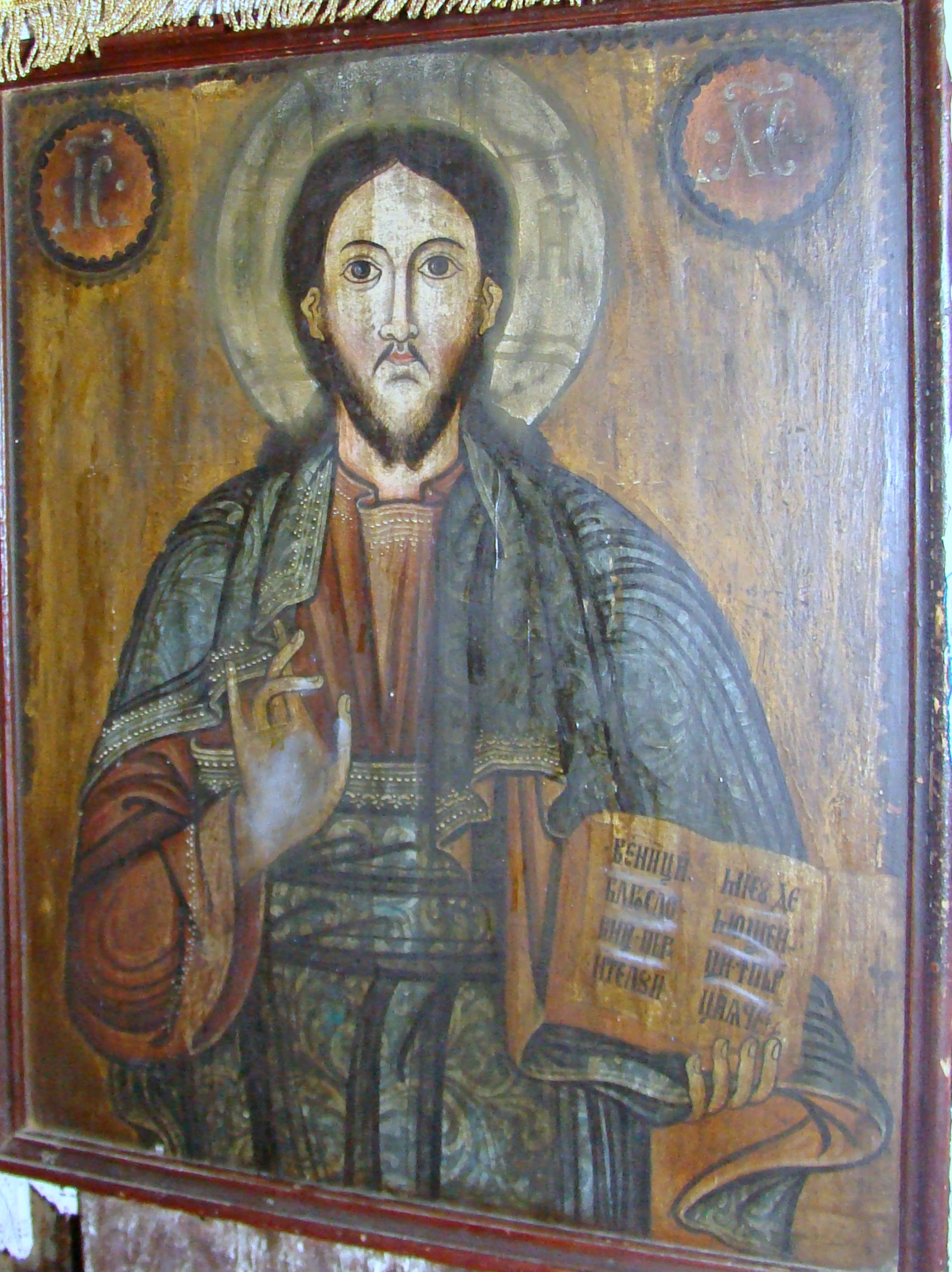
Icoană împărătească: Deisis

Biserica de lemn din Sic se află în localitatea cu același nume din județul Cluj. Situată pe o mică colină în partea satului numită “Jeleri” - denumire datorată populației românești care trăia în acea parte de sat - biserica are hramul Sfinții Arhangheli Mihail și Gavriil. Este datată din anul 1731, conform inscripției ce se găsește deasupra intrării în biserică. Se află pe noua listă a monumentelor istorice sub codul LMI: cod LMI CJ-II-m-B-07760.
În aceeași localitate a mai existat încă o biserică de lemn, cu hramul Sfântul Ioan Gură de Aur, datată din anul 1707, dar care nu s-a mai păstrat, fiind demolată.

## Trăsături
Biserica, construită din lemn de stejar, are planul dreptunghiular cu dimensiunile de 8,05 m x 5,42 m. Absida altarului este decroșată , poligonală și are patru laturi. În partea de sud, biserica are o prispă cu 4 stâlpi, lată de aproximativ 1,26 m. Intrarea în biserică se găsește tot pe partea de sud, încadrată de un frumos portal decorat cu rozete și frânghii răsucite. În partea de sus, portalul este ornat cu o cruce sub care se află trecut cu cifre chirilice anul construcției bisericii, 1731. Ușa bisericii este făcută dintr-o singură bucată.
În interior, așa-numita “biserică a bărbaților” (locul unde stăteau bărbații, adică naosul) e separată de “biserica femeilor” (adică pronaosul) printr-un perete din care s-au scos bucăți de bârne, pentru a facilita accesul femeilor la slujbă. Trecerea din naos în pronaos se face prin intermediul portalului interior, și acesta frumos decorat. Naosul are o boltă semicirculară, unde se distinge atât grinda centrală, cât și arc-dublorile frumos sculptate și pictate. 
Iconostasul are trei intrări, ușile împărătești având șase casete pictate cu scena Bunei Vestiri, Arhanghelul Gavriil, precum și cu cei patru Evangheliști.
Biserica are o clopotniță deasupra pronaosului, clopotnița având o galerie cu parapet de lemn și un coif octogonal.

## Pictura
Pictura păstrată în naos ilustrează scene din Vechiul Testament cum ar fi răpirea la cer, în carul de foc, a Sfântului Prooroc Ilie. Din Noul Testament se pot distinge mai multe scene legate de momentul Răstignirii Domnului nostru Iisus Hristos.
În absida altarului sunt reprezentați Arhanghelii Mihail și Gavriil care o încadrează pe Maica Domnului, dar și Sfânta Treime, pictată pe spatele iconostasului. Iconostasul îi are reprezentați pe cei 12 Apostoli. În absida altarului găsim și bogate ornamente vegetale.
În ceea ce privește icoanele prezente în biserica de la Sic, sunt icoane din prima parte a secolului XVIII din care se pot aminti Hristos Pantocrator, Maica Domnului cu Pruncul și Sfântul Gheorghe.

## Imagini din exterior

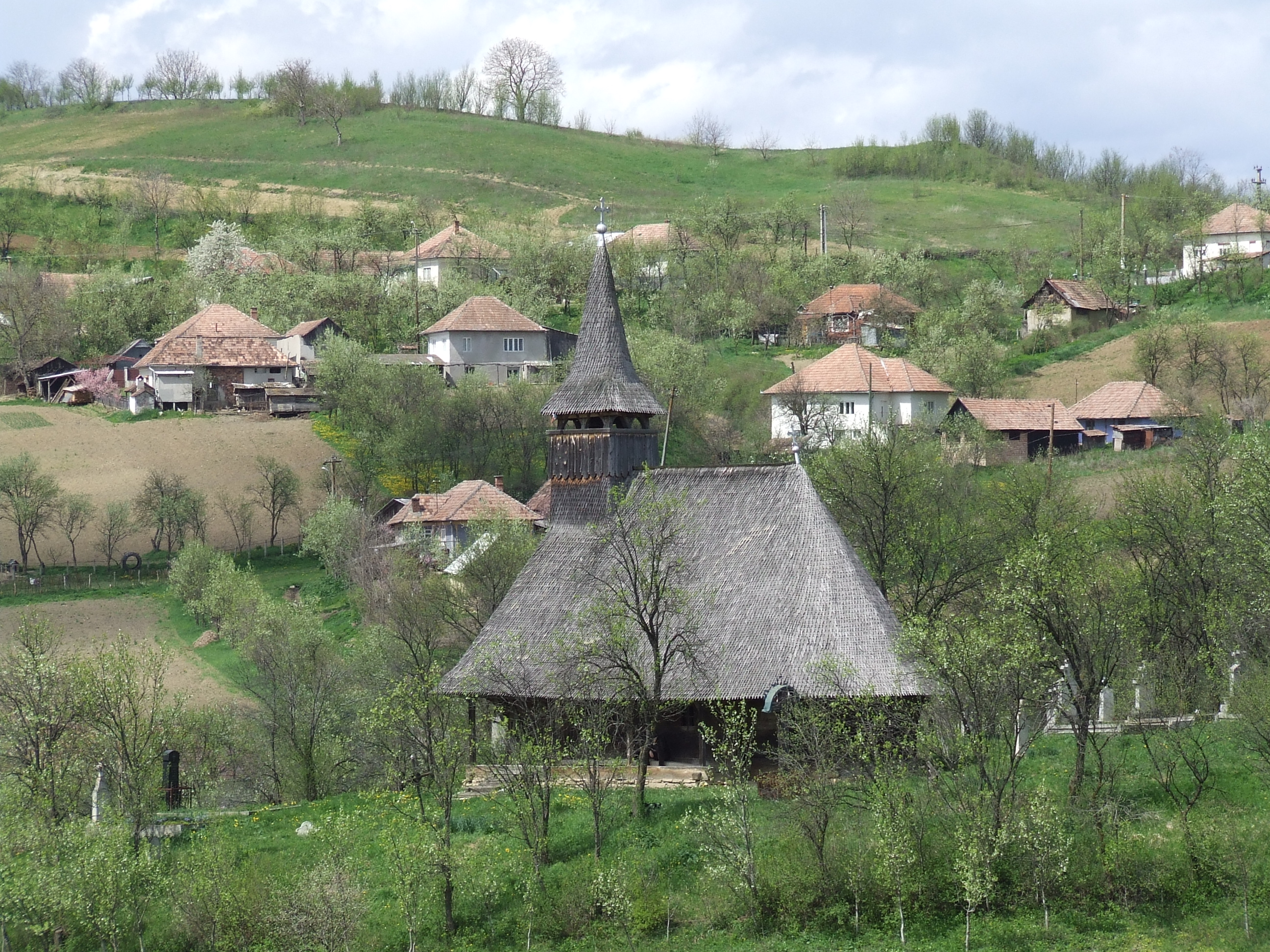
Imagine de ansamblu
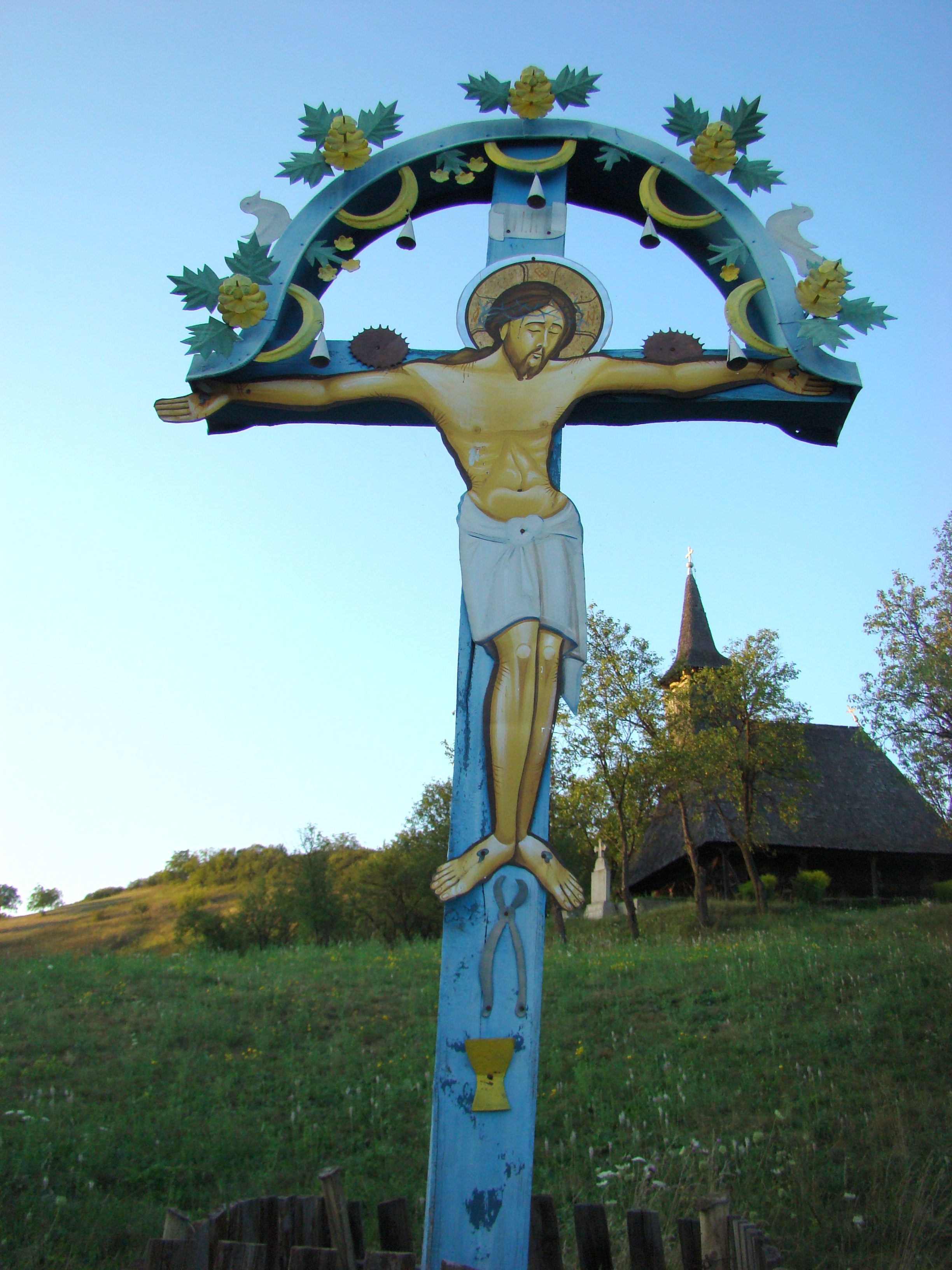
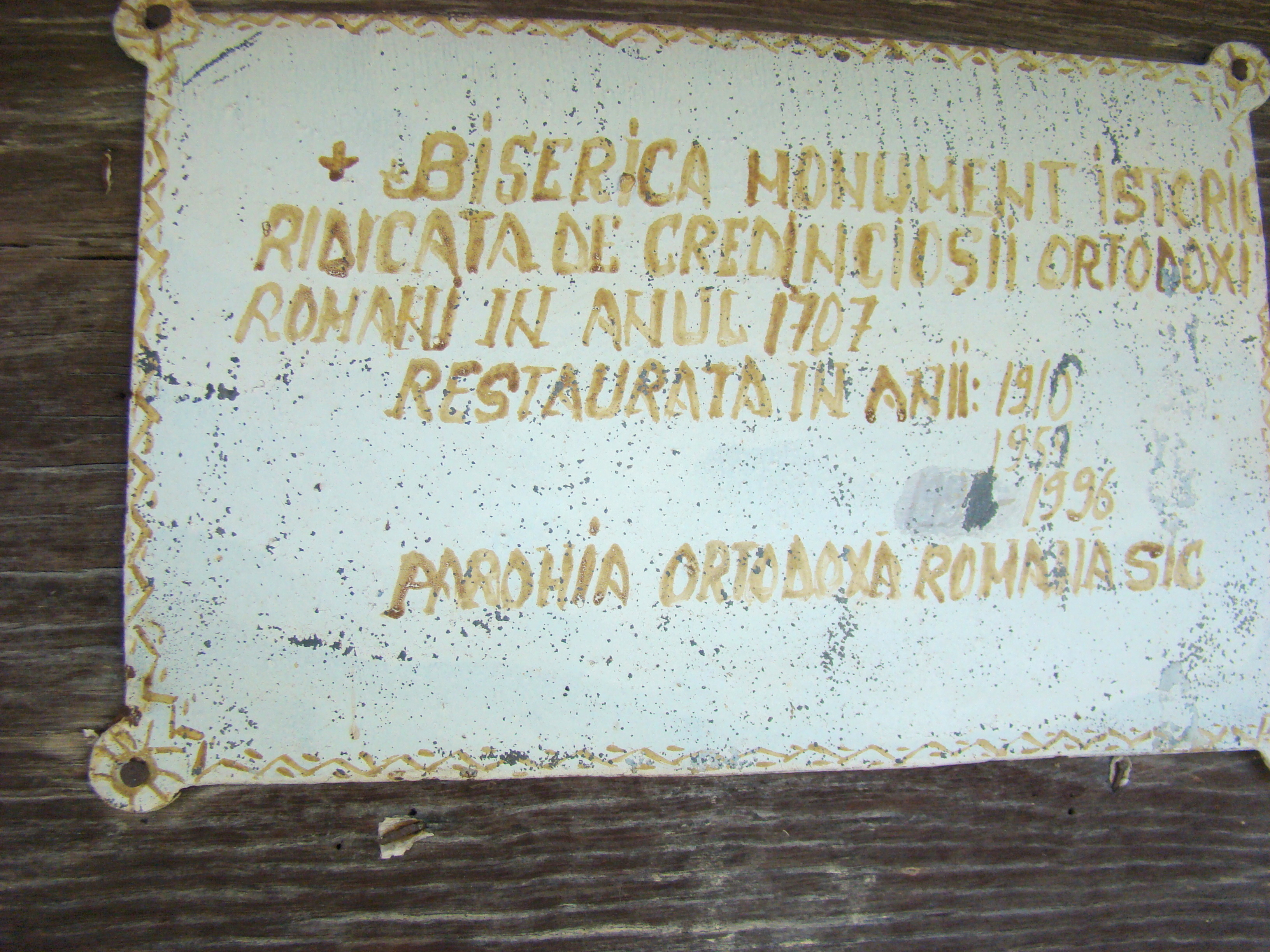
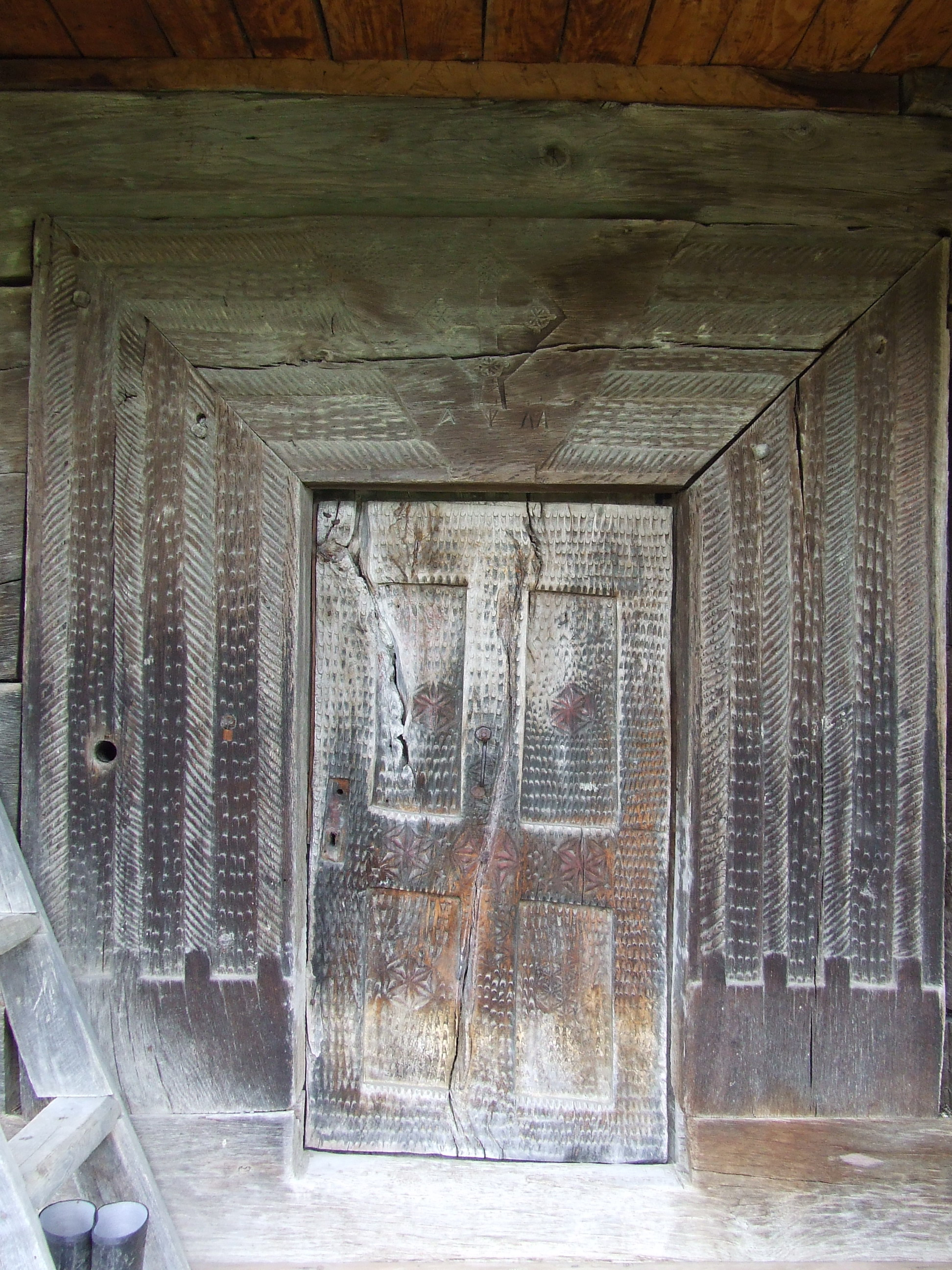
Portalul exterior al bisericii de lemn din Sic.
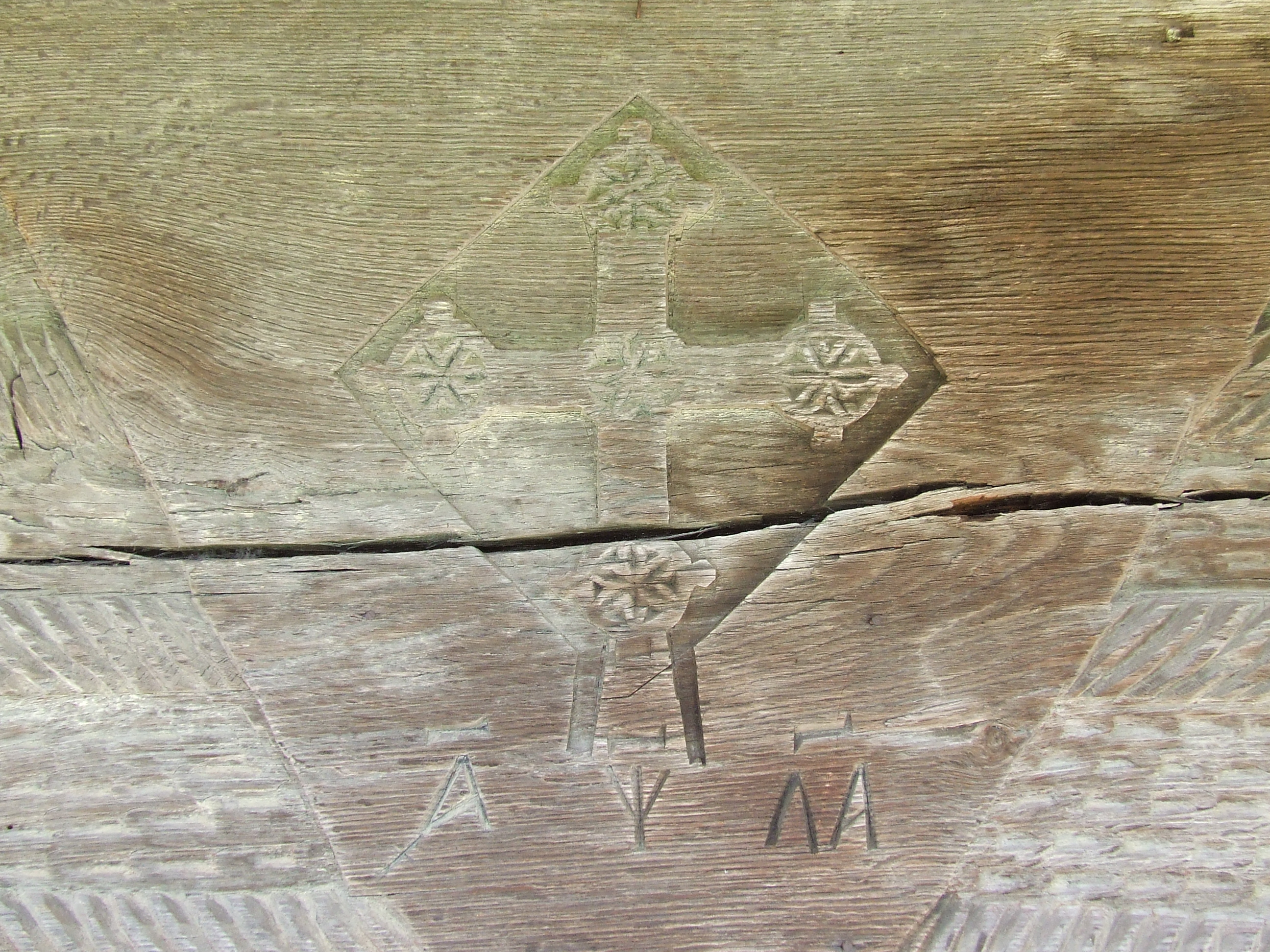
Crucea şi anul construcţiei bisericii, sculptate în partea superioară a portalului de la intrare.
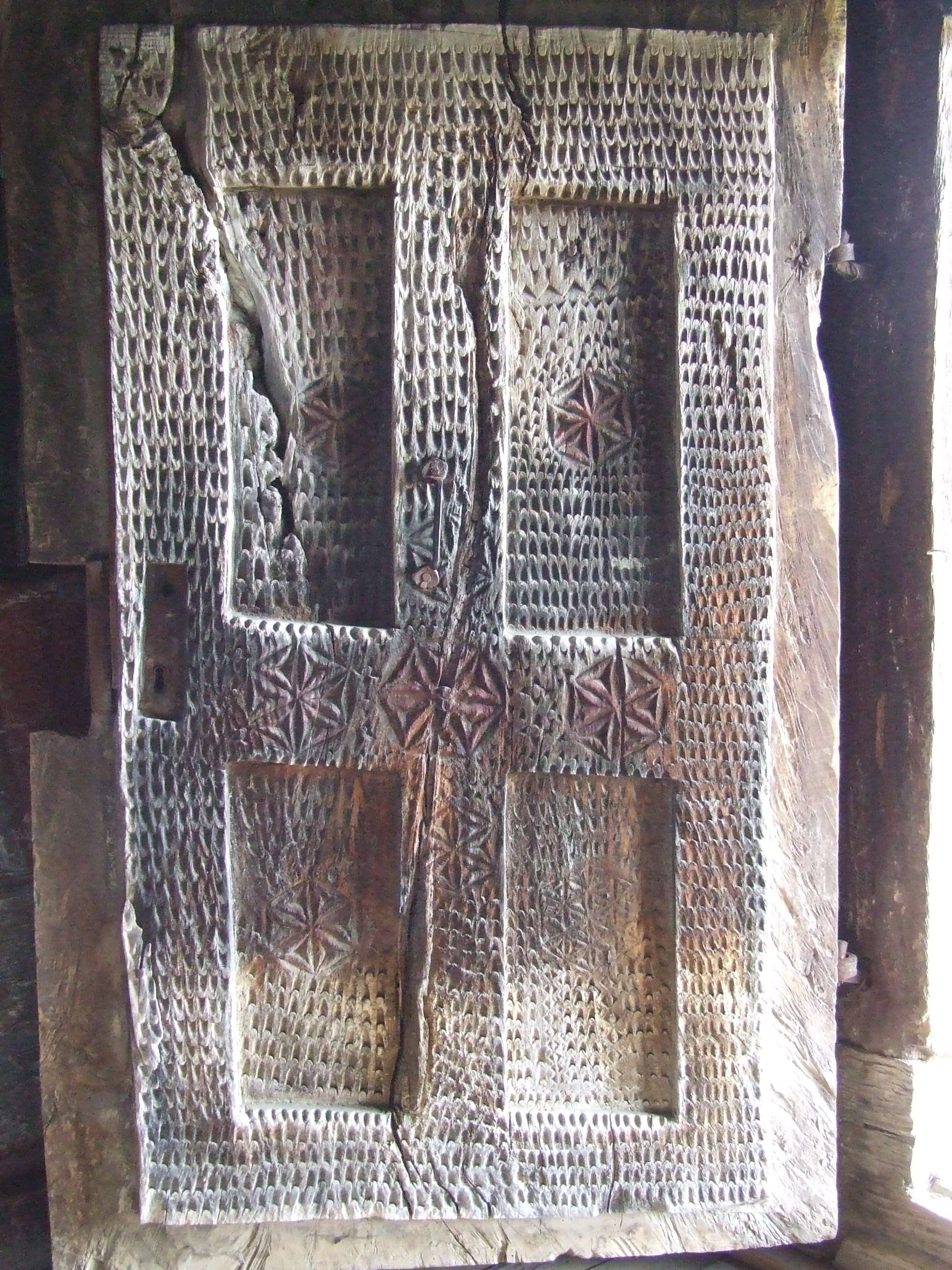
Uşa bisericii frumos ornamentată. Biserica de lemn din Sic.
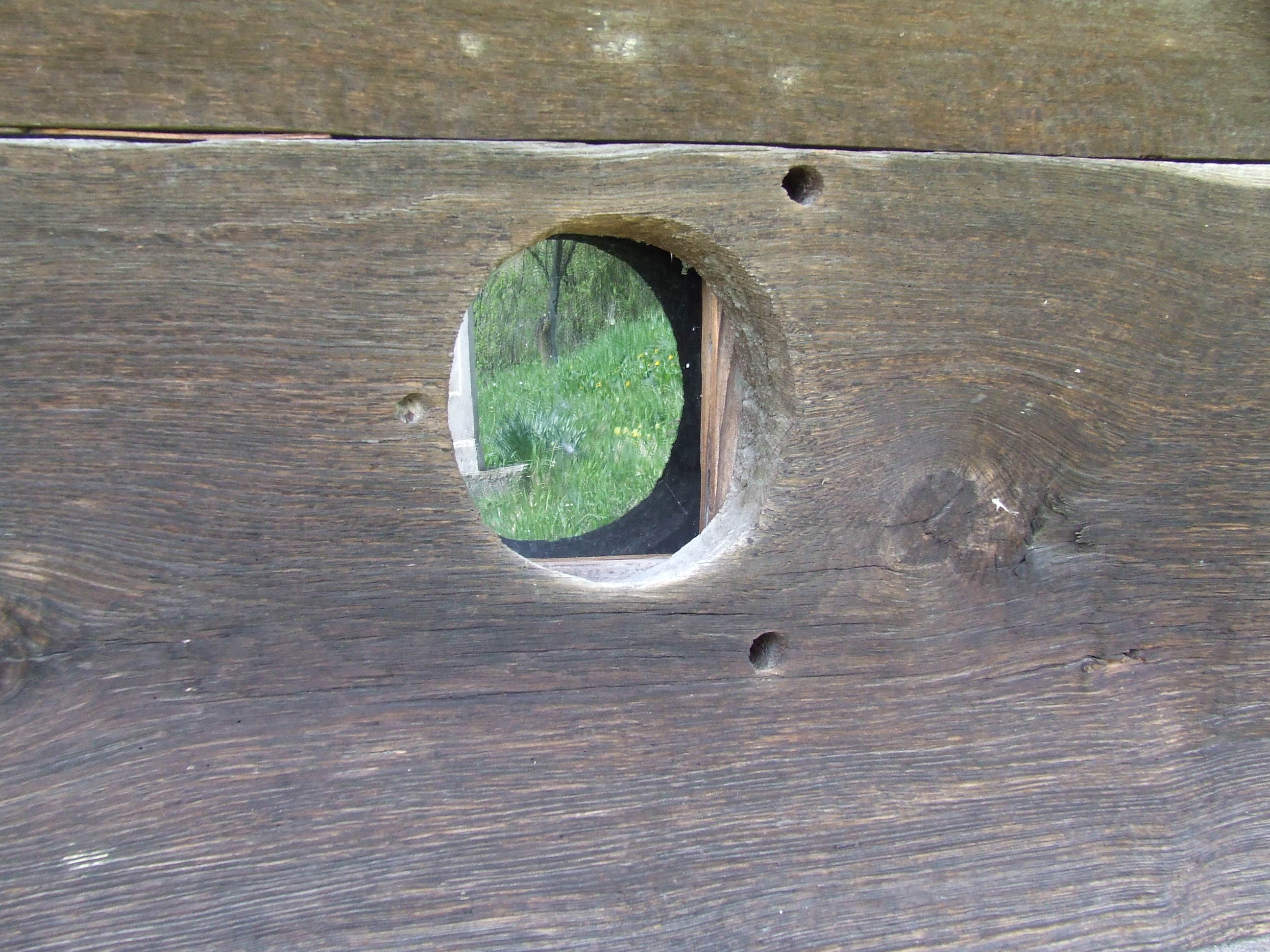
Detaliu. Biserica de lemn din Sic.
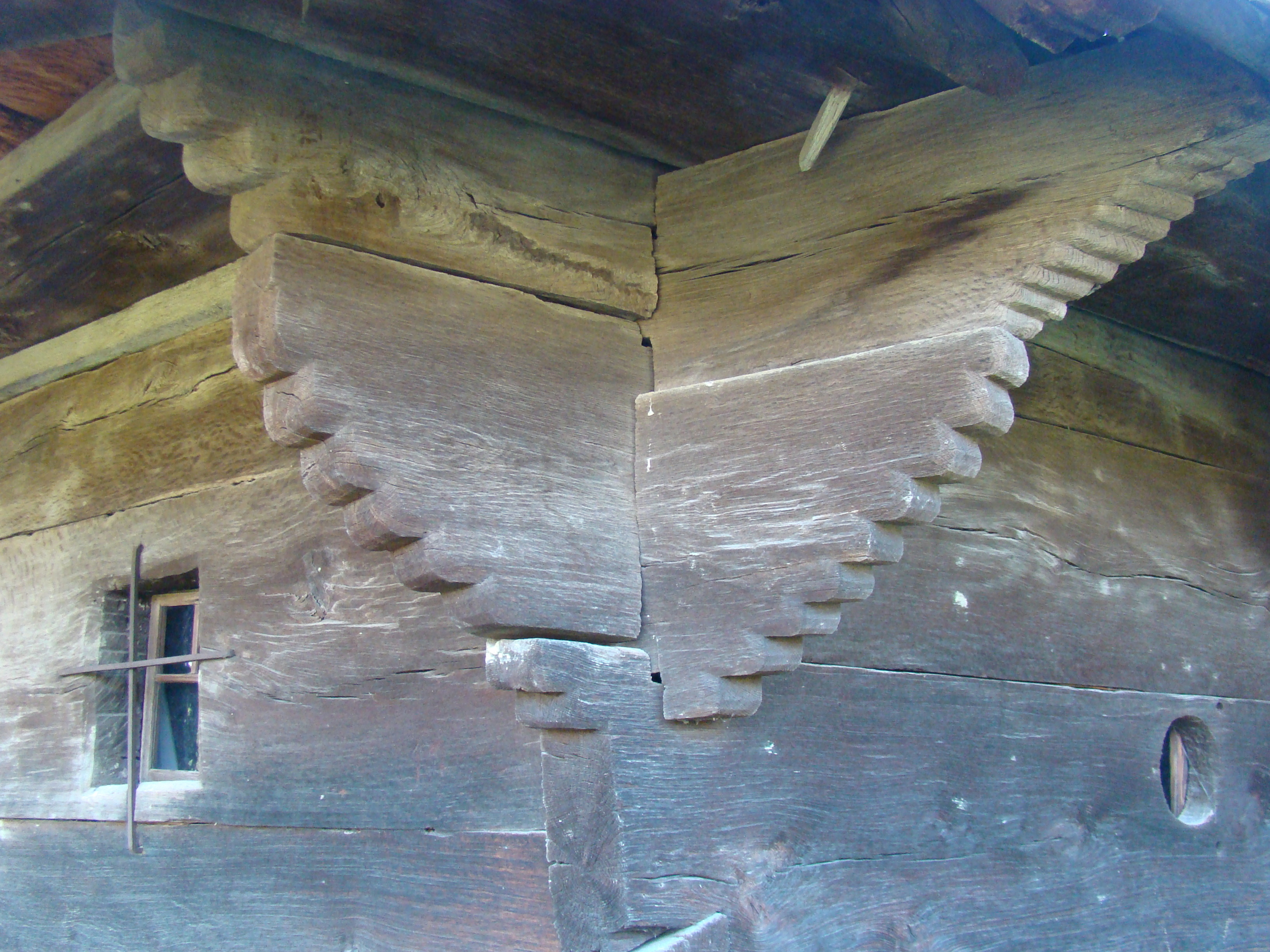
Îmbinare. Biserica de lemn din Sic.
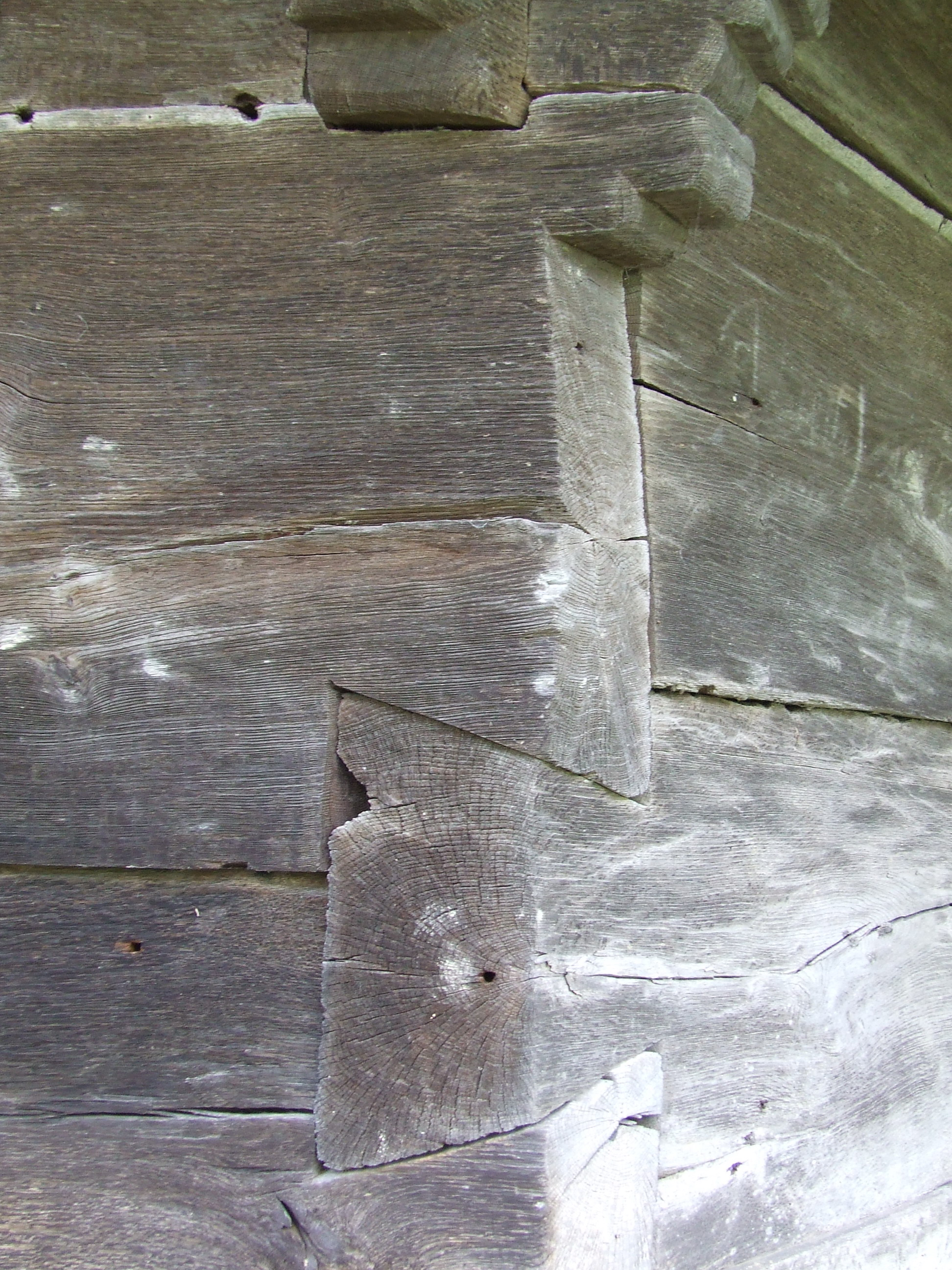
Îmbinare 2. Biserica de lemn din Sic.
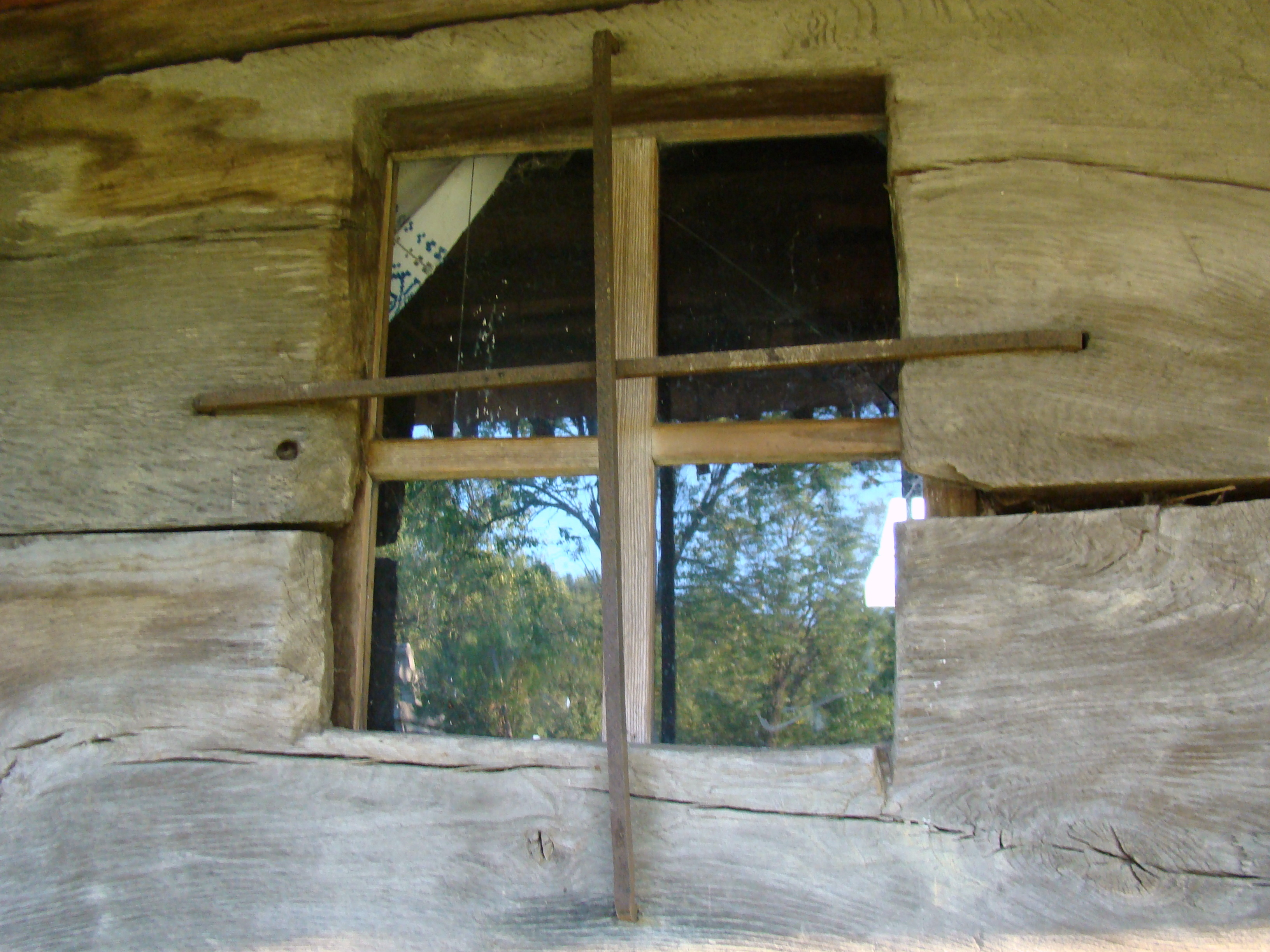
Fereastră. Biserica de lemn din Sic.
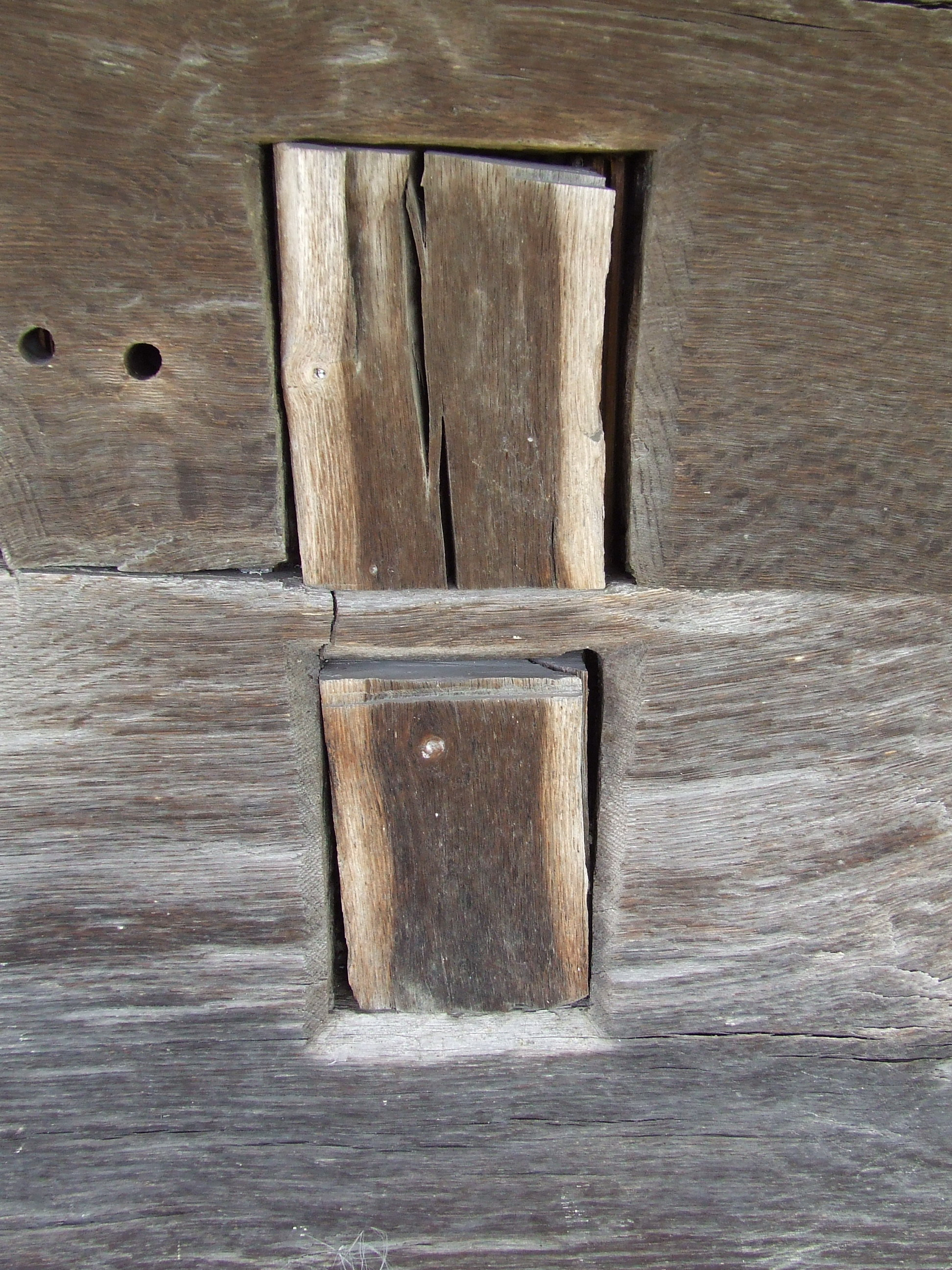
Detaliu 2. Biserica de lemn din Sic.
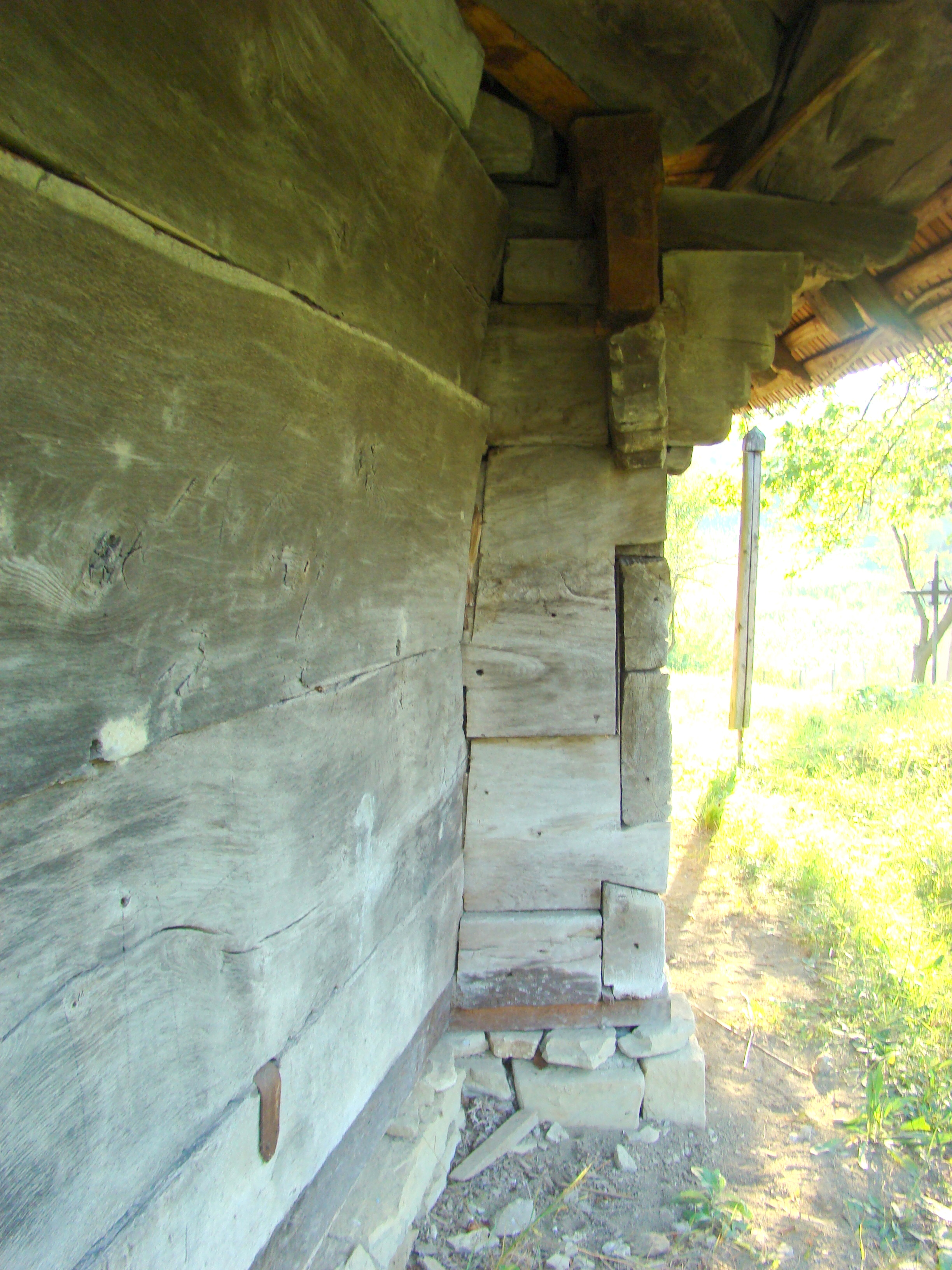
Decroșul absidei altarului
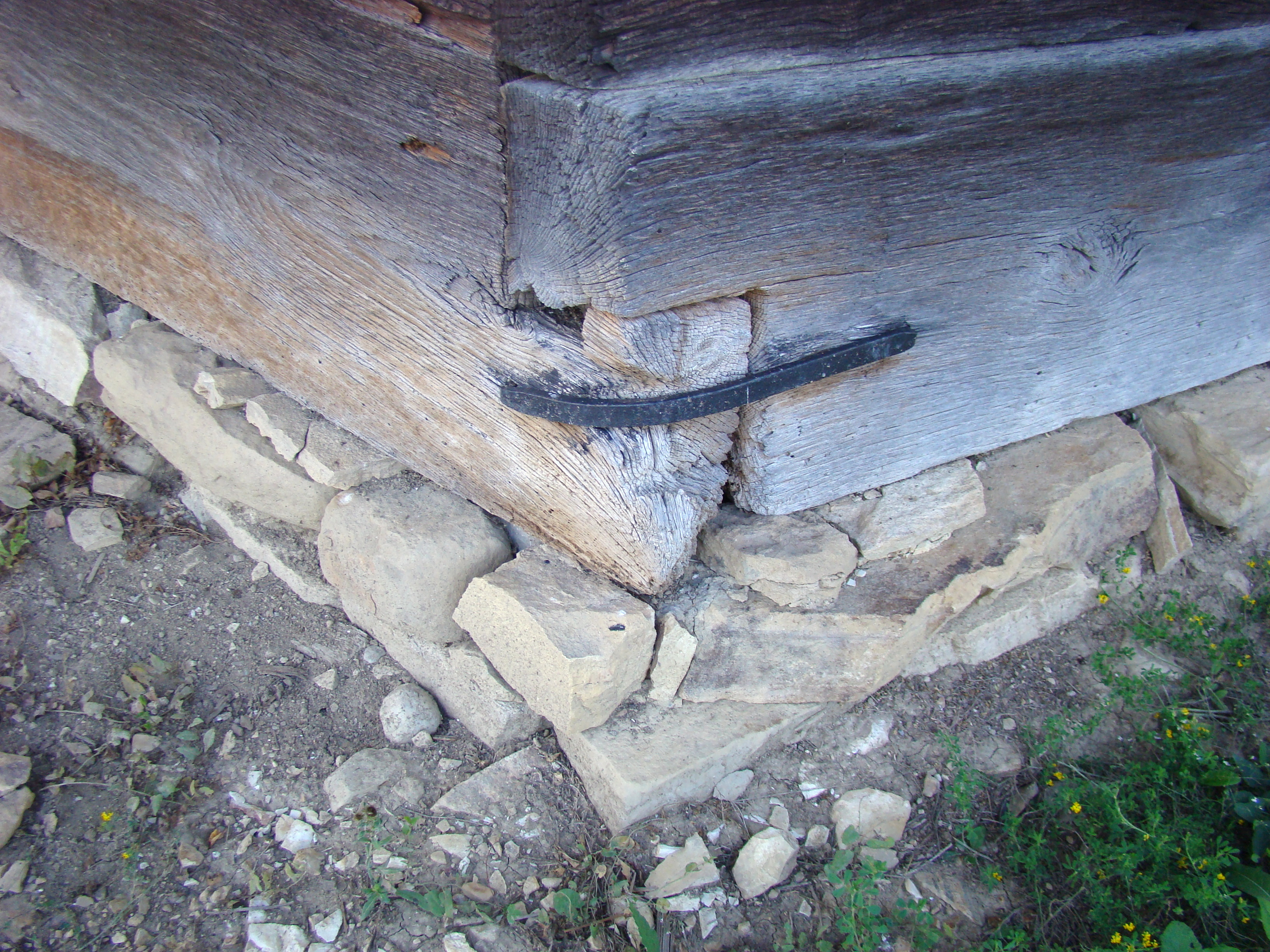
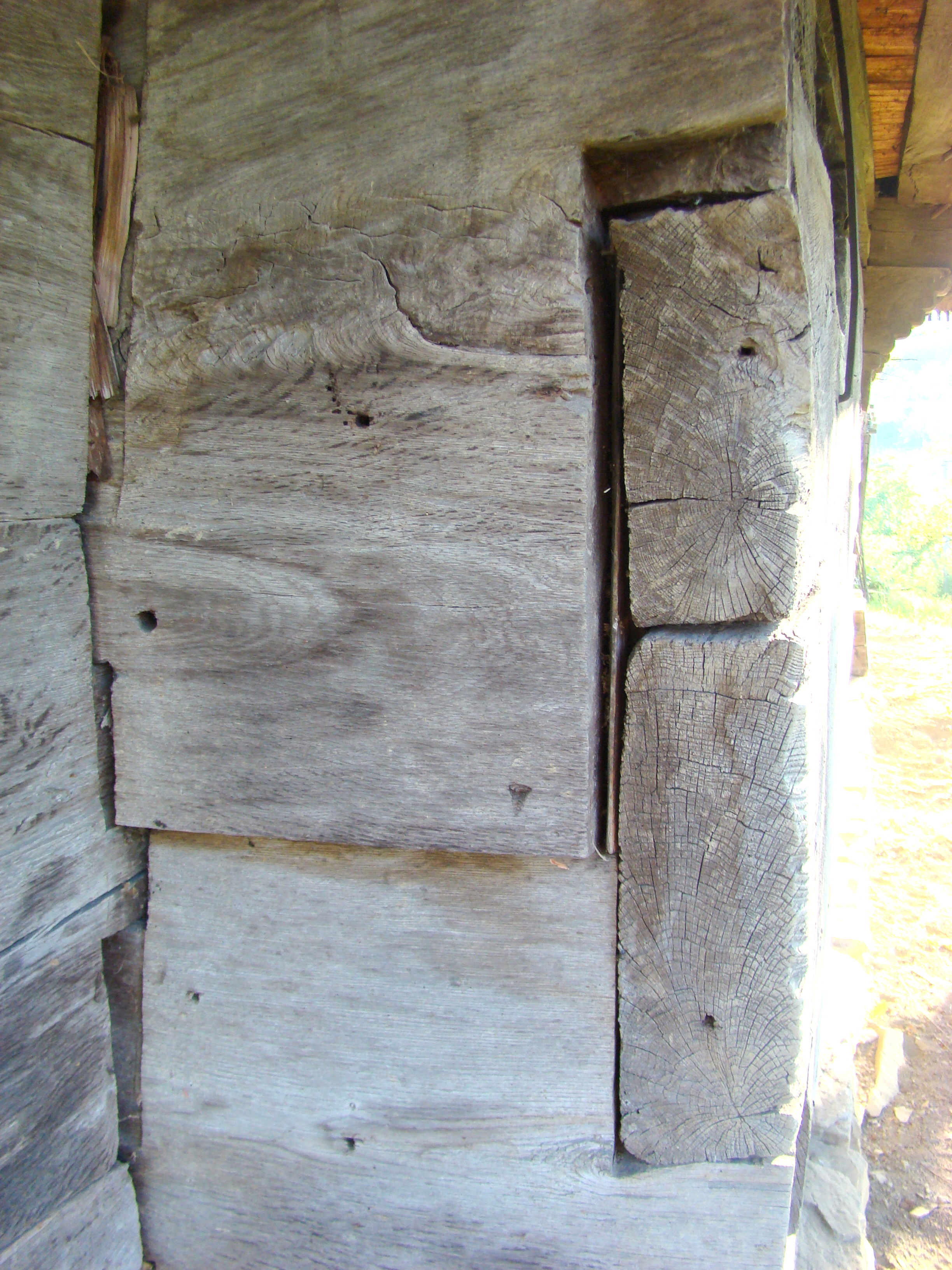
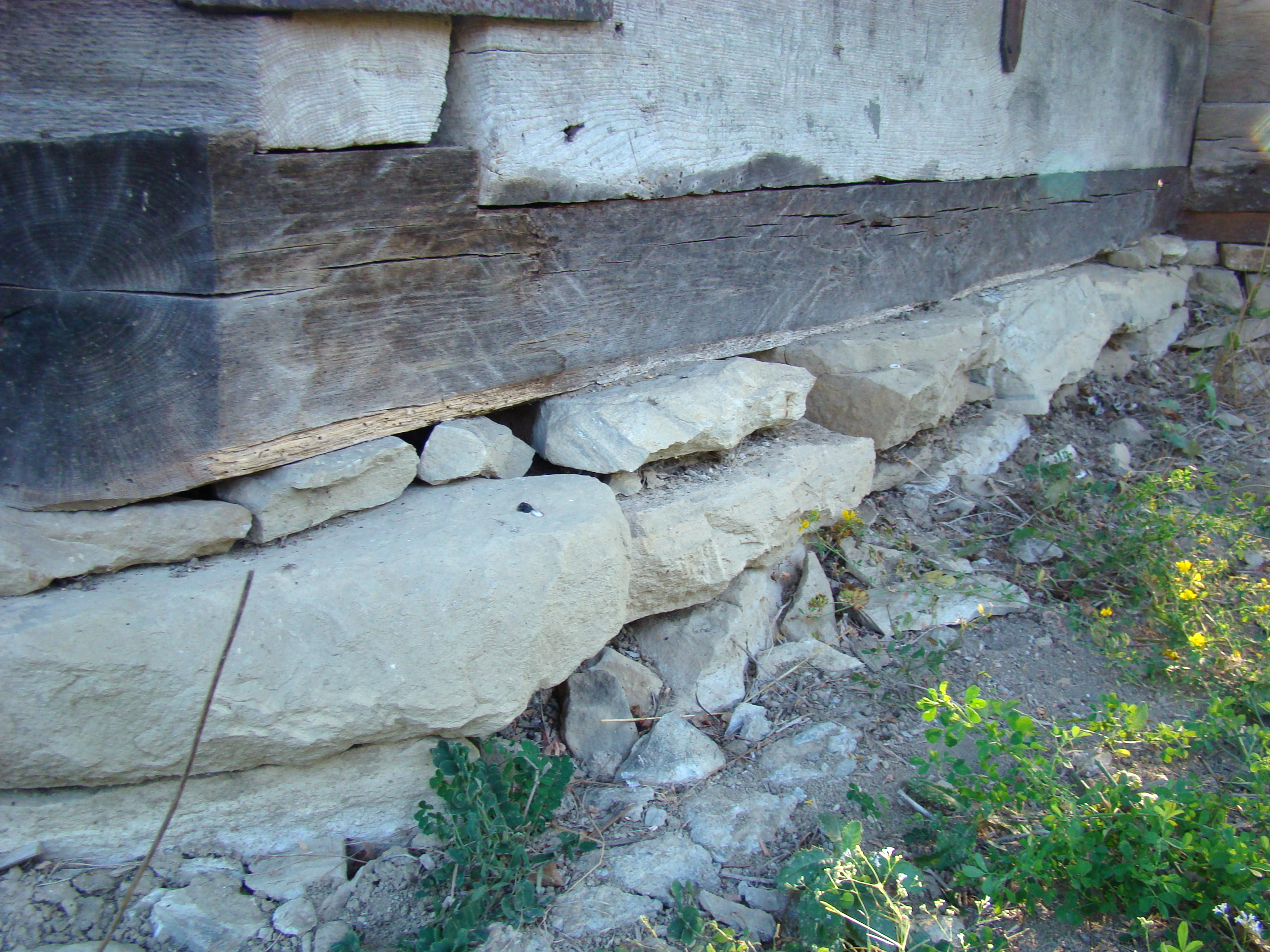
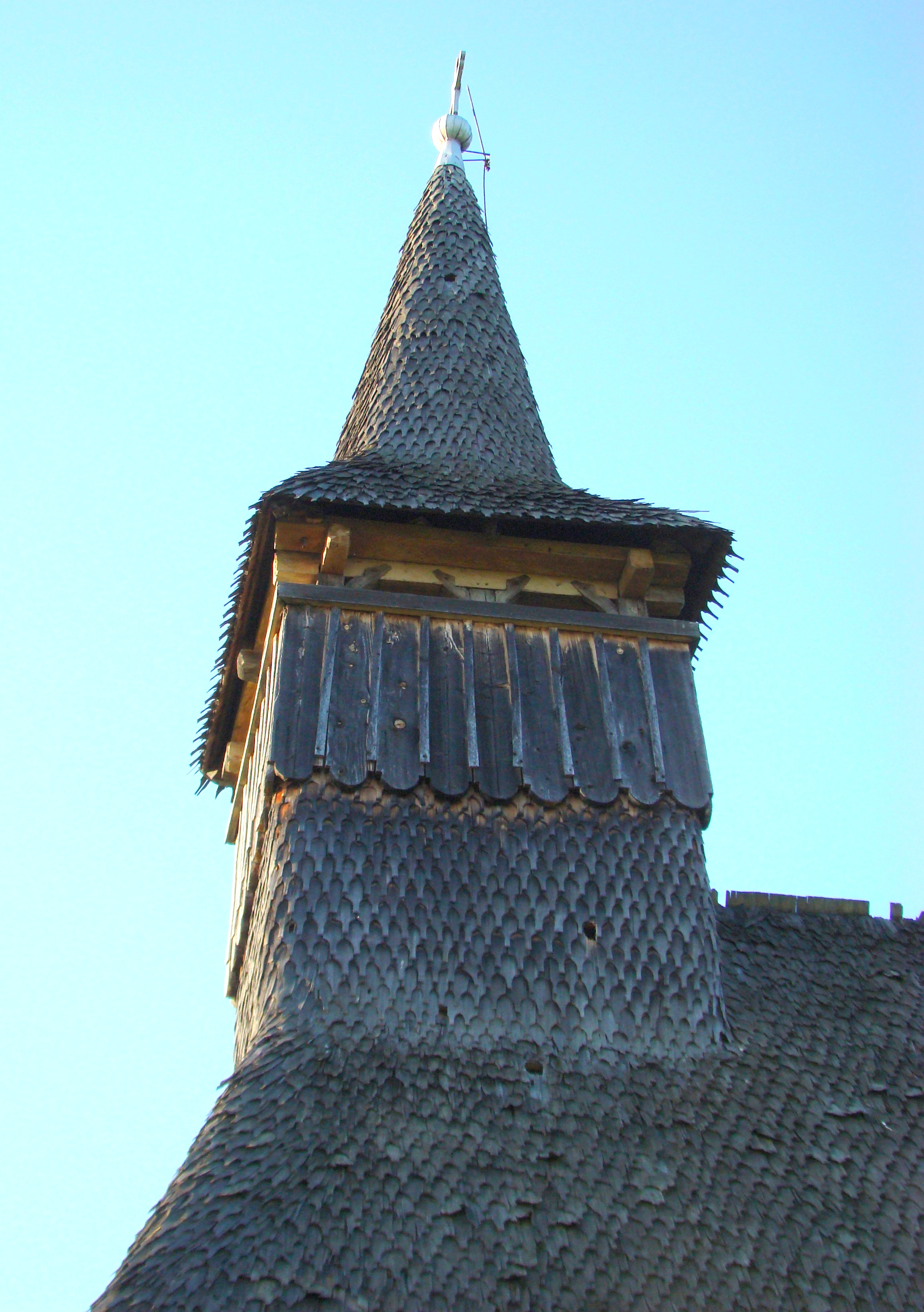
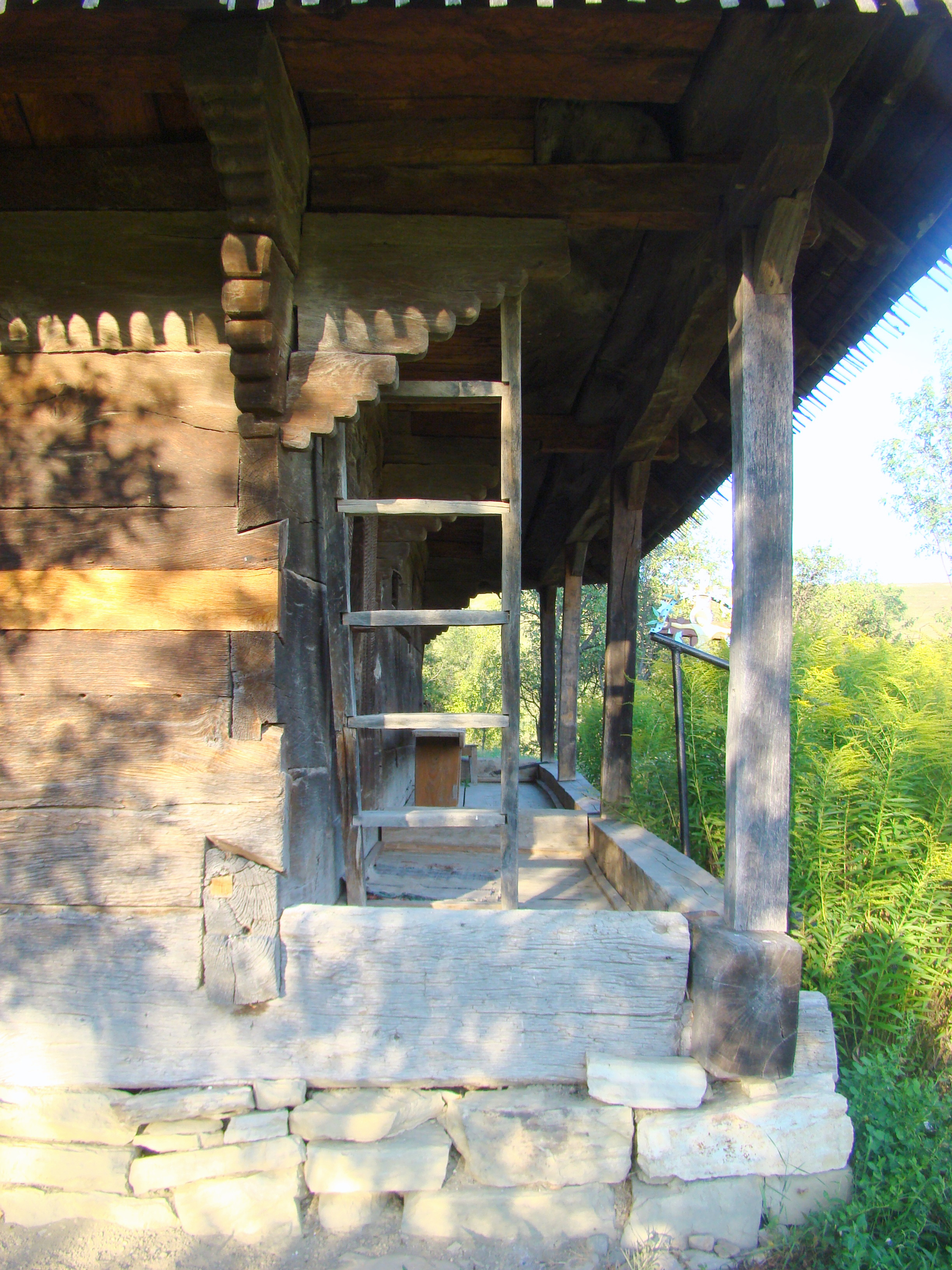
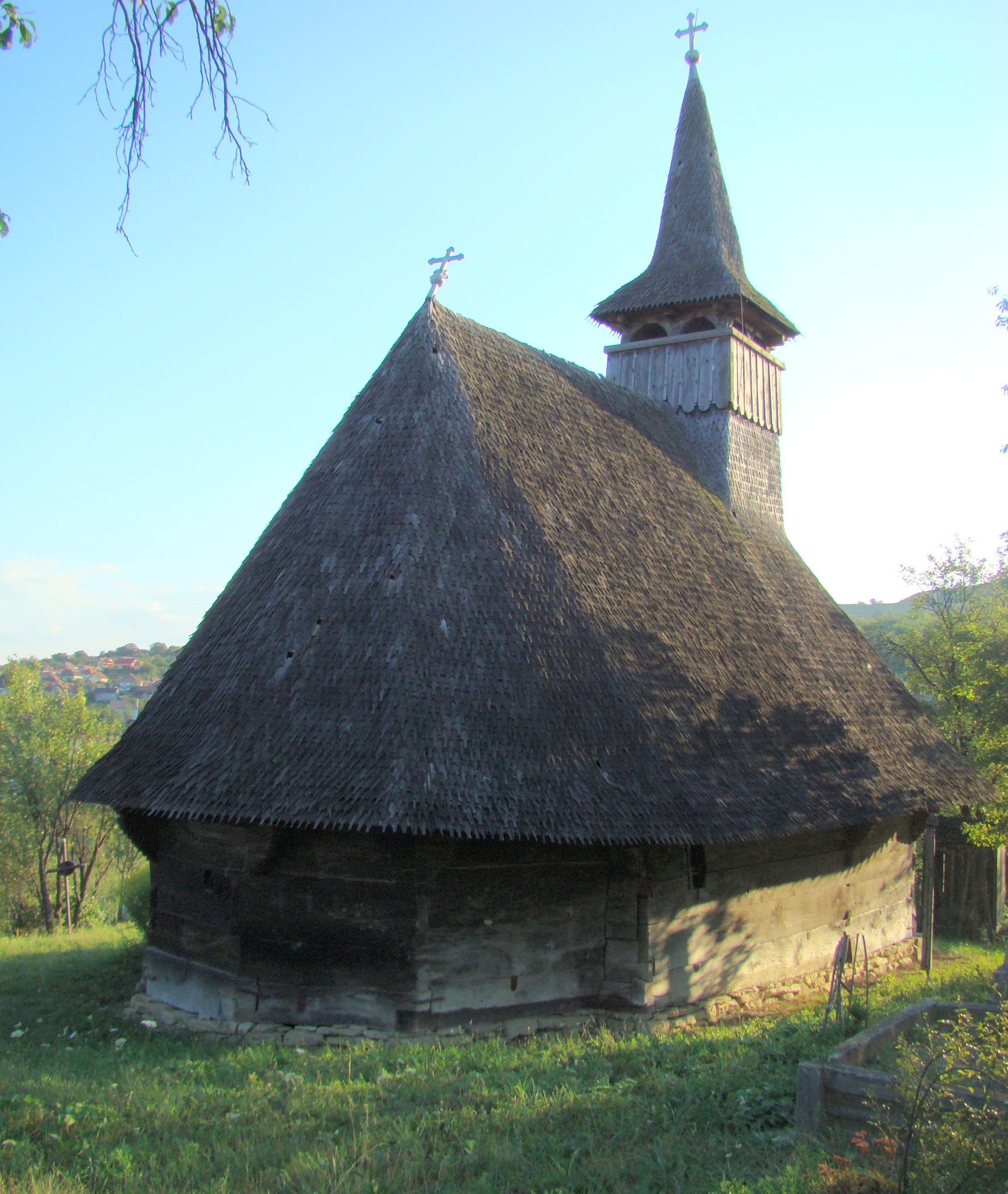
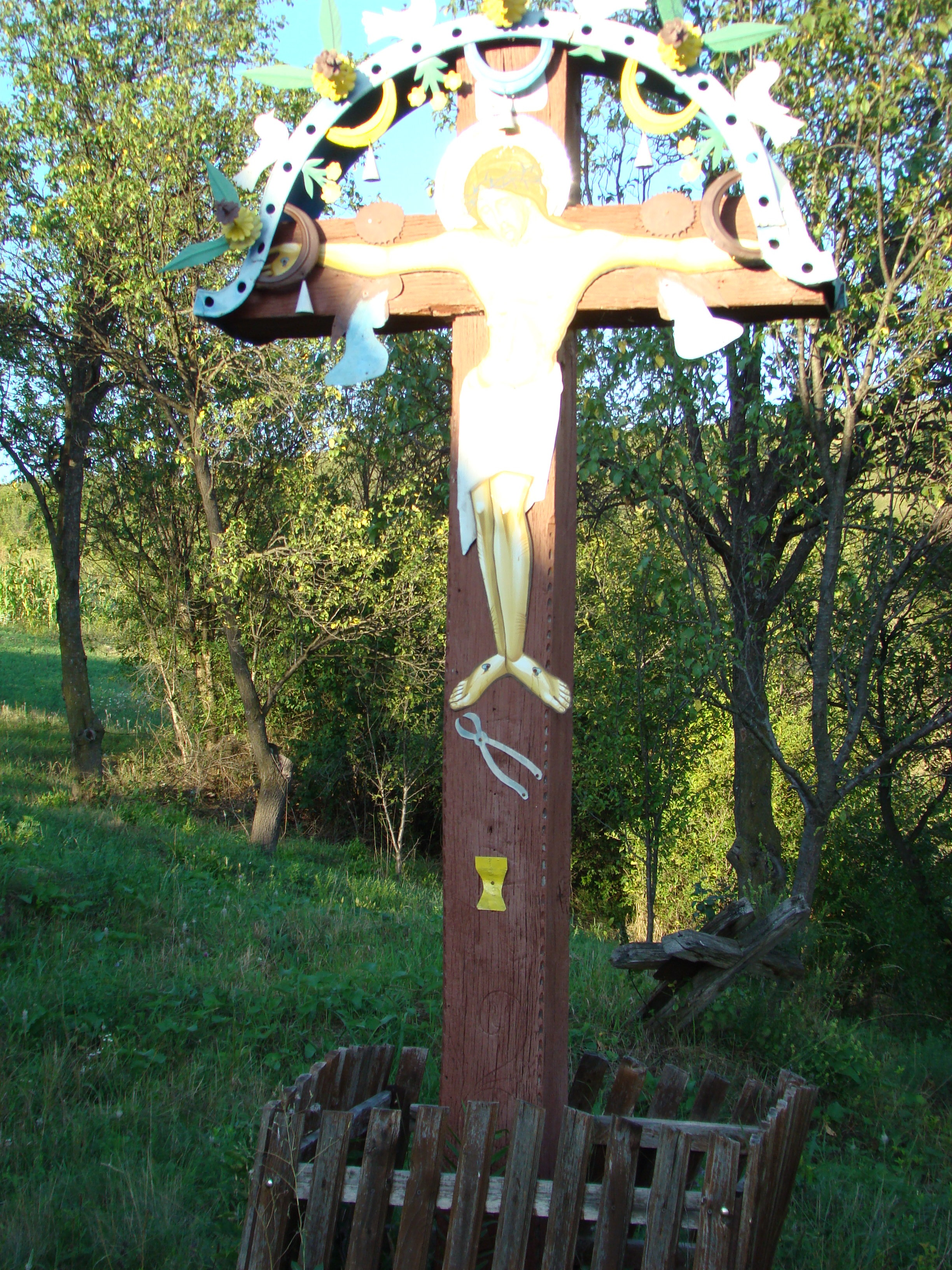
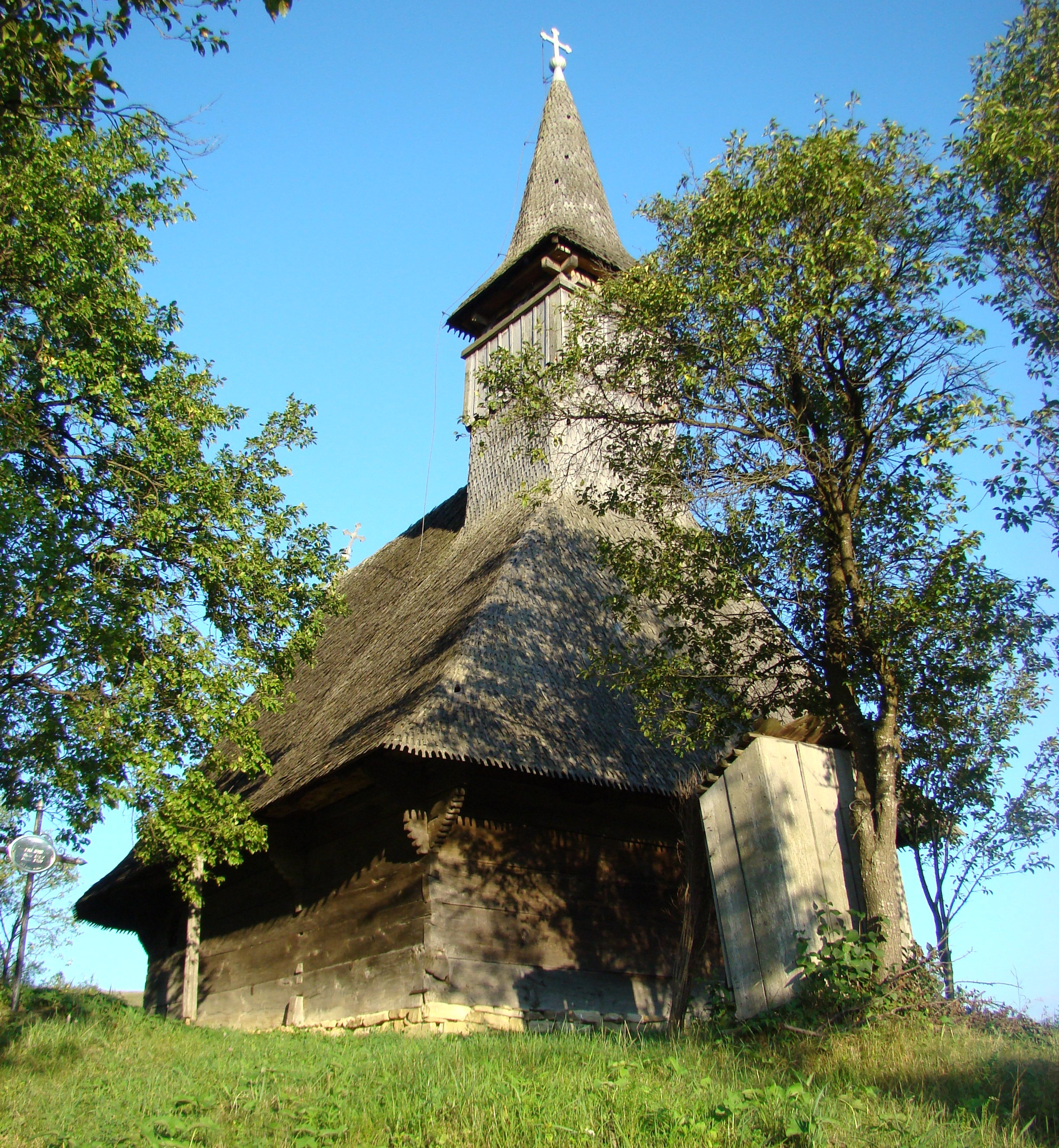
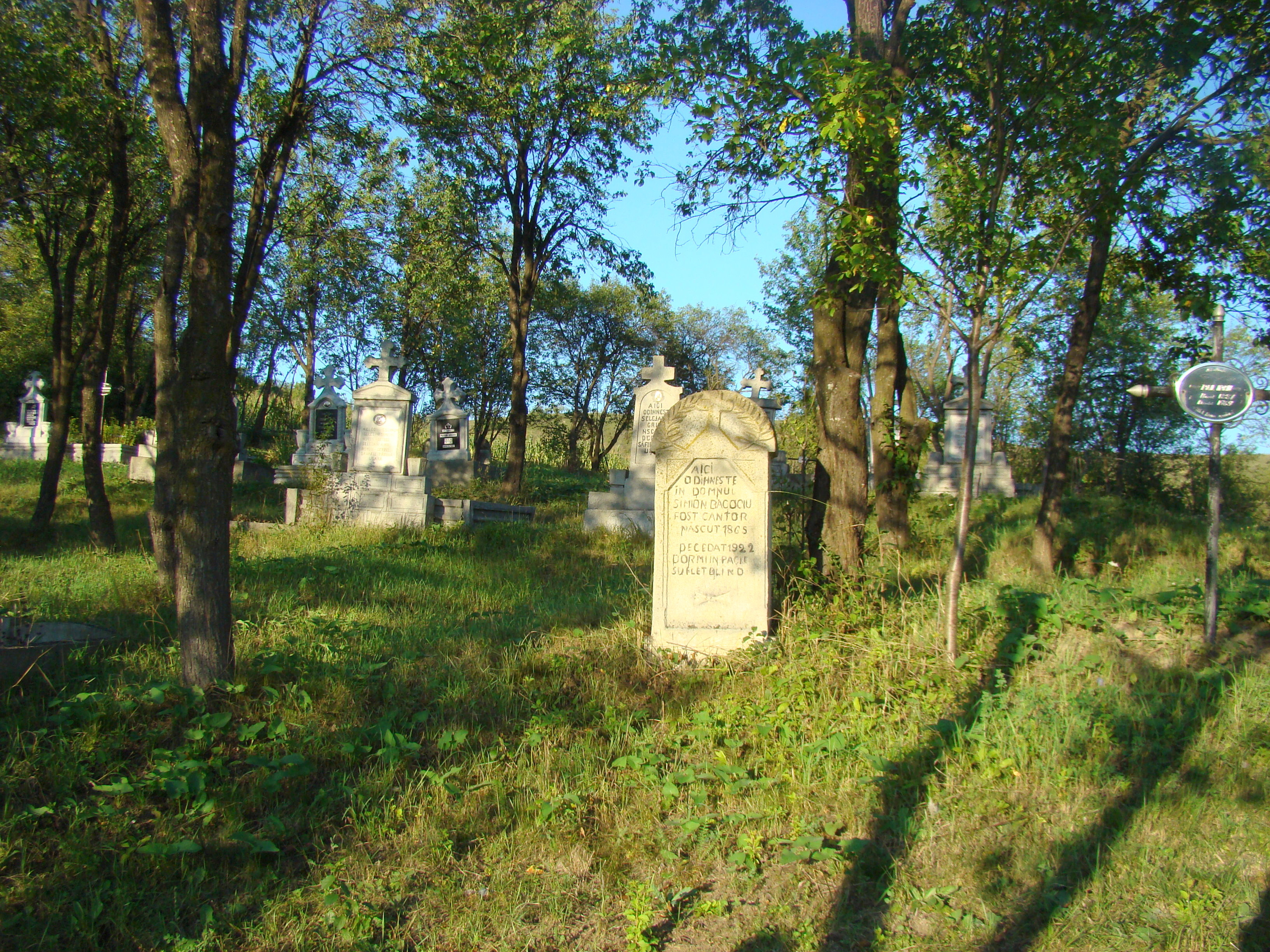
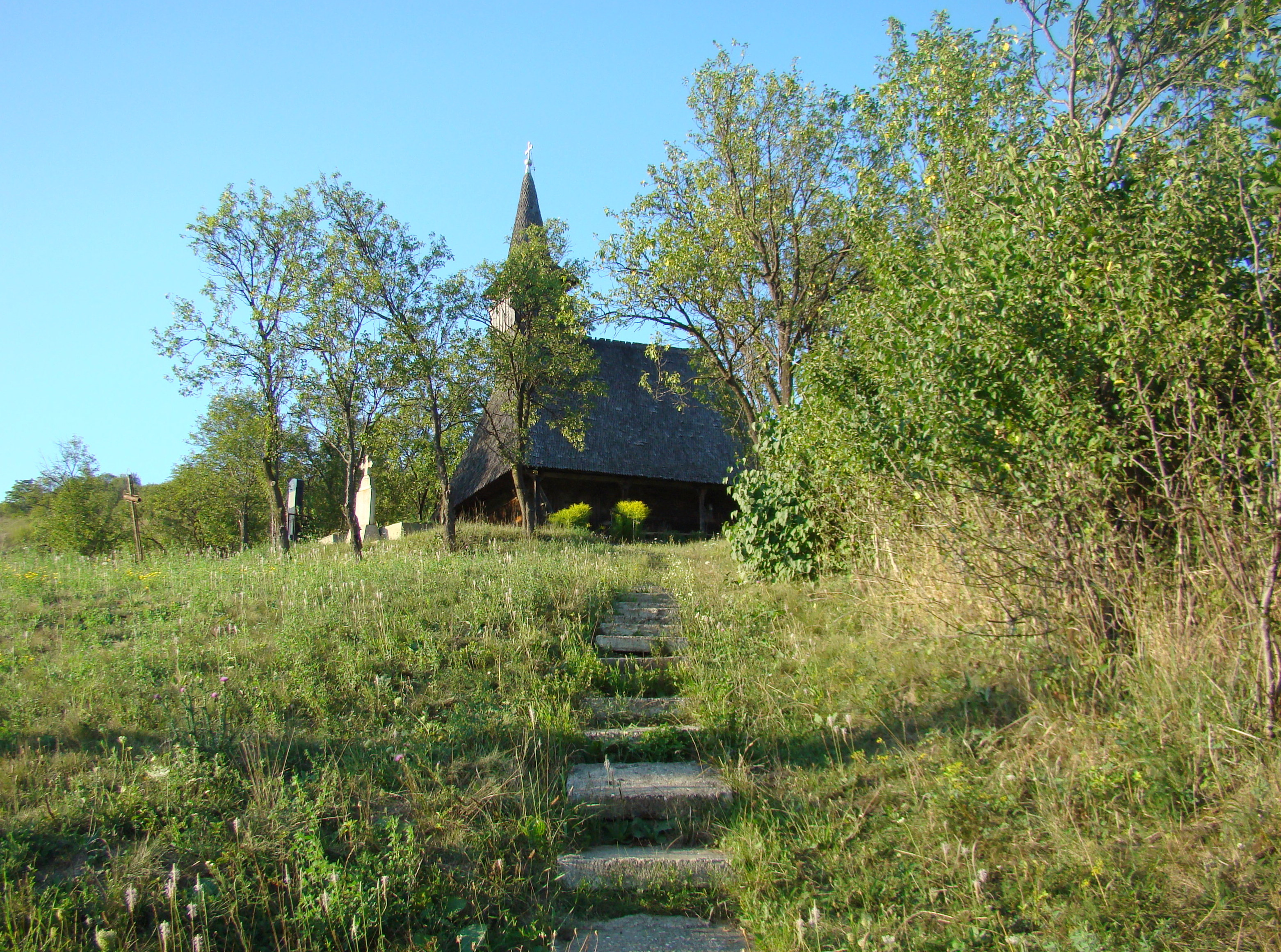
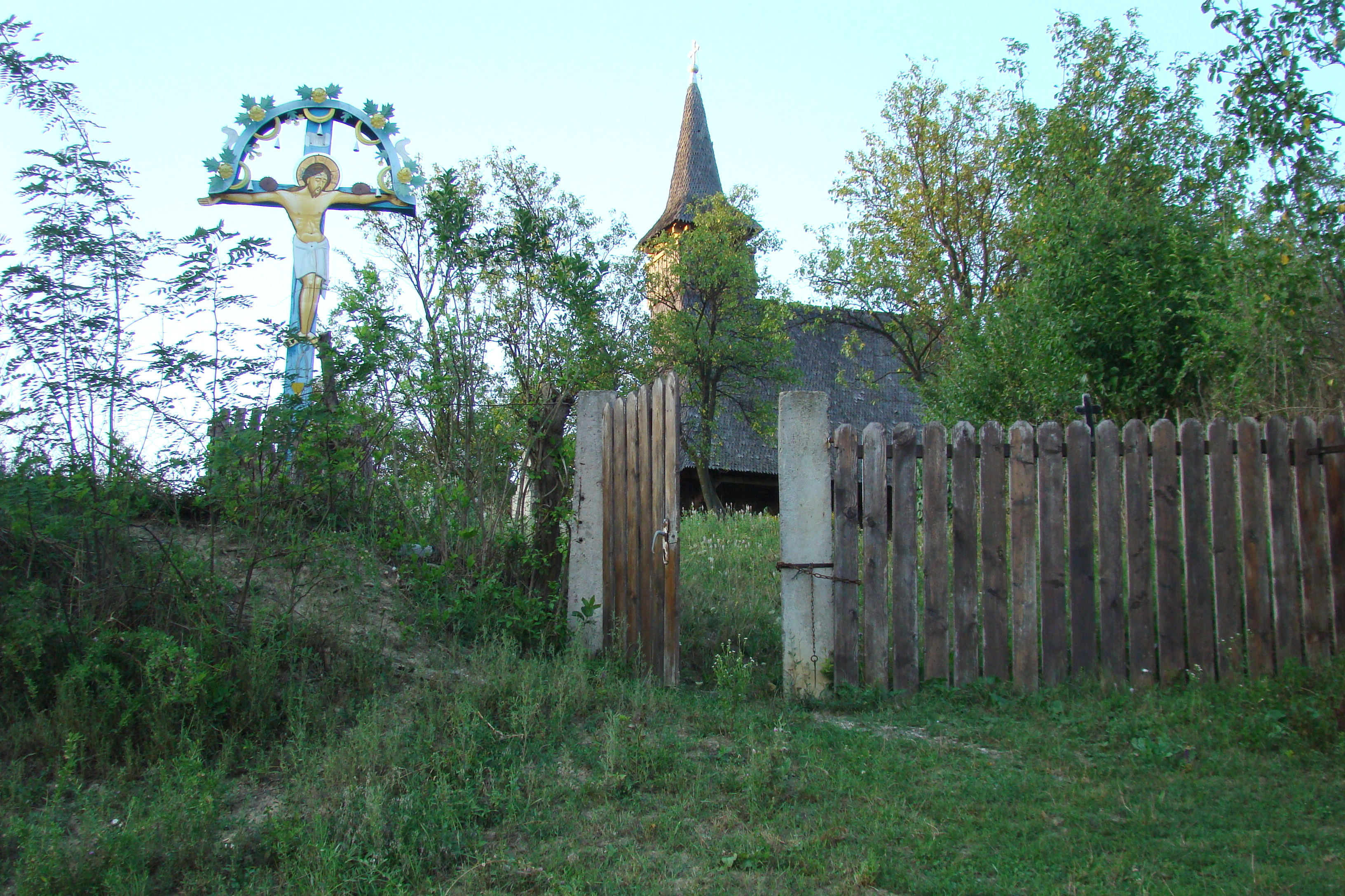

## Imagini din interior

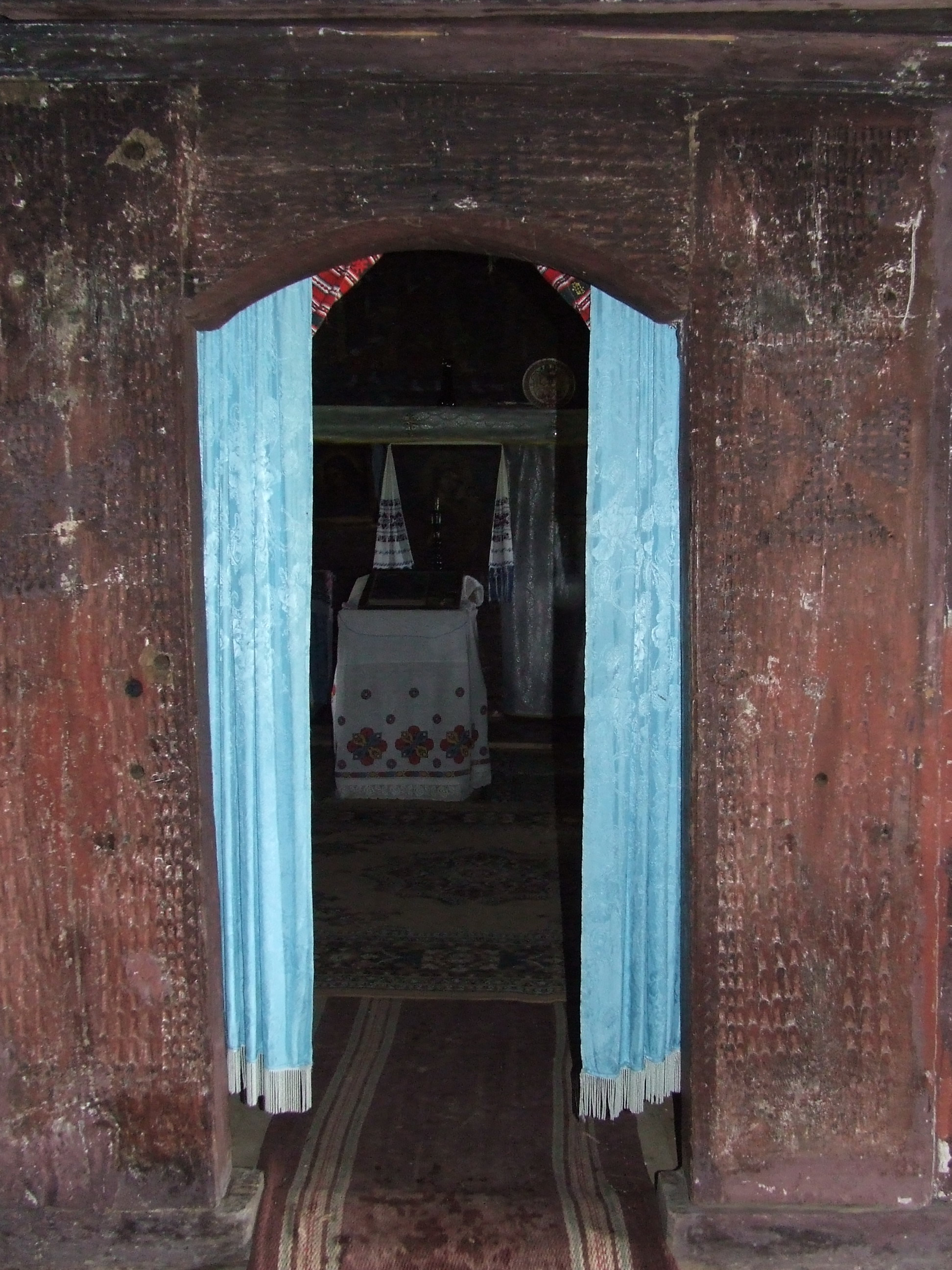
Portalul interior al bisericii de lemn din Sic.
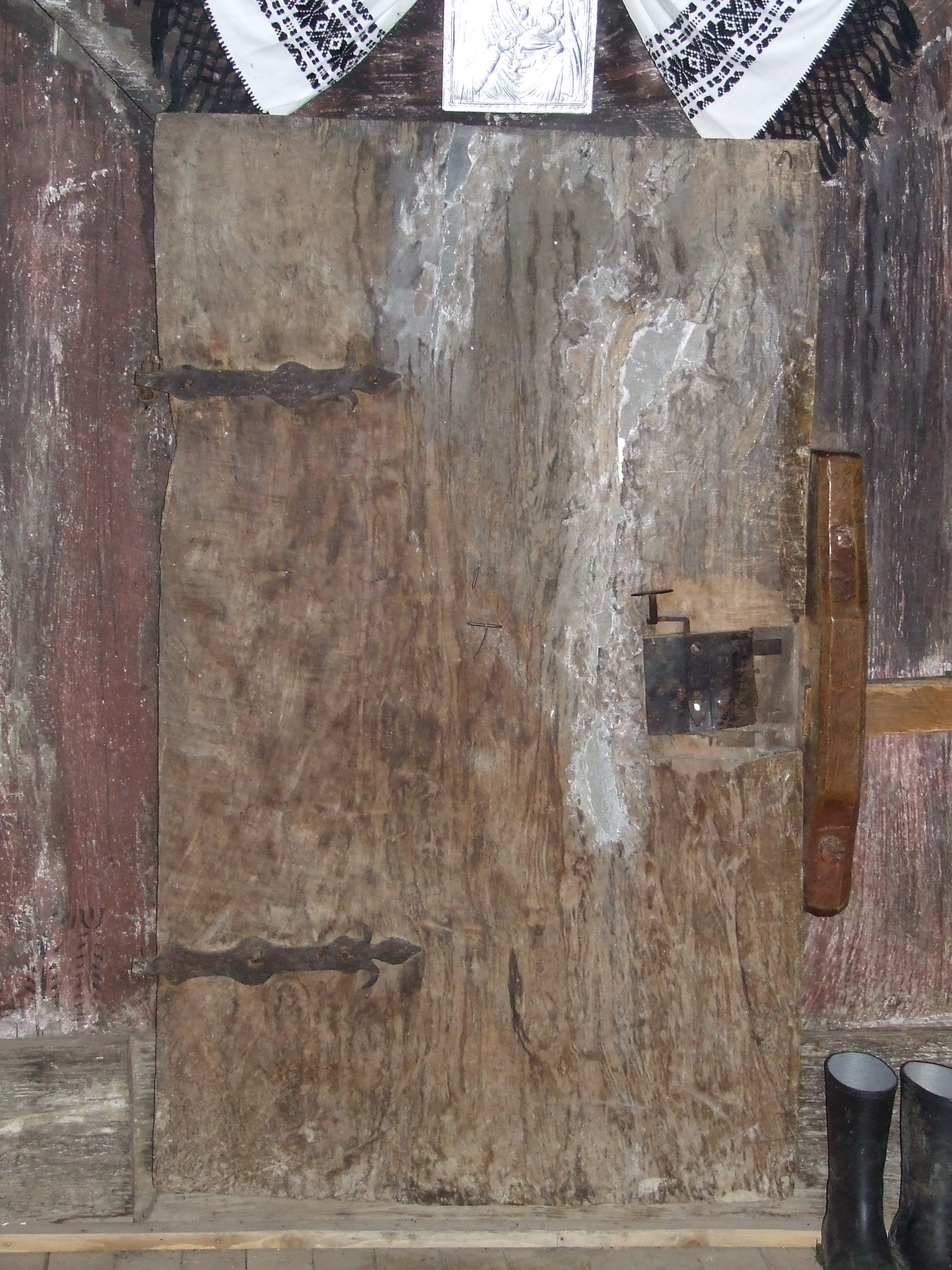
Uşa bisericii de lemn din Sic. Faţa posterioară.
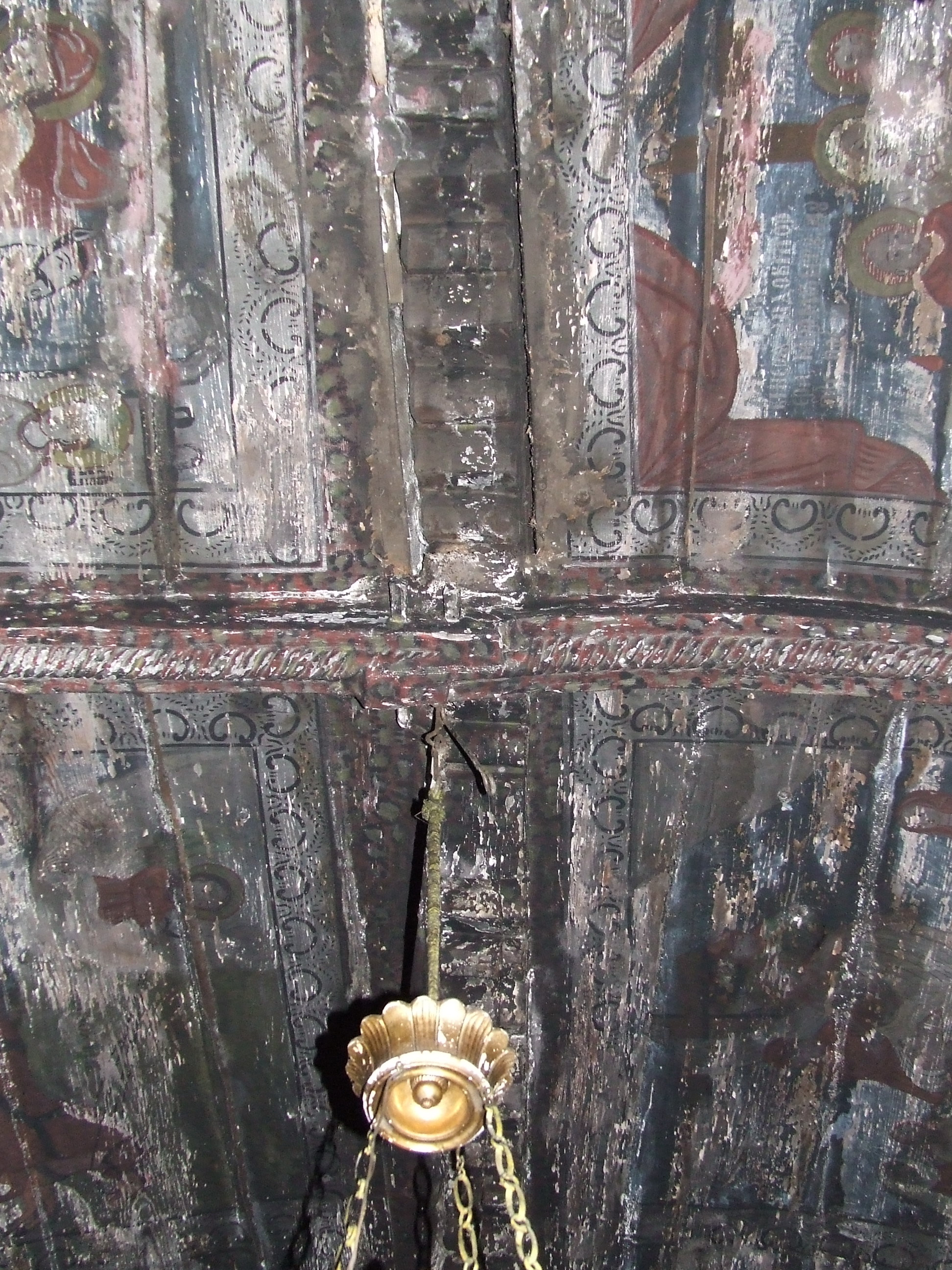
Intersecţia dintre grinda centrală şi arc-dublou
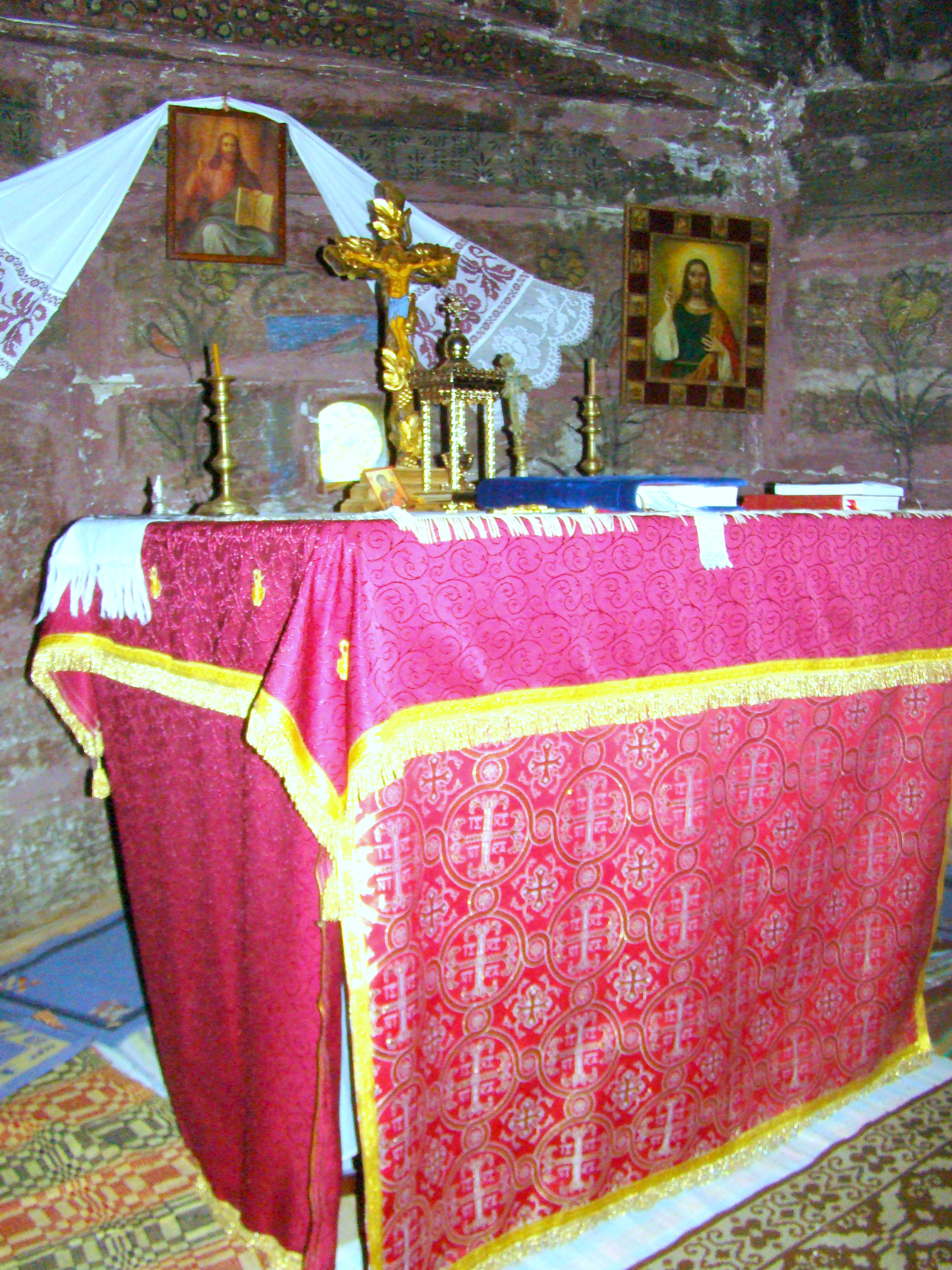
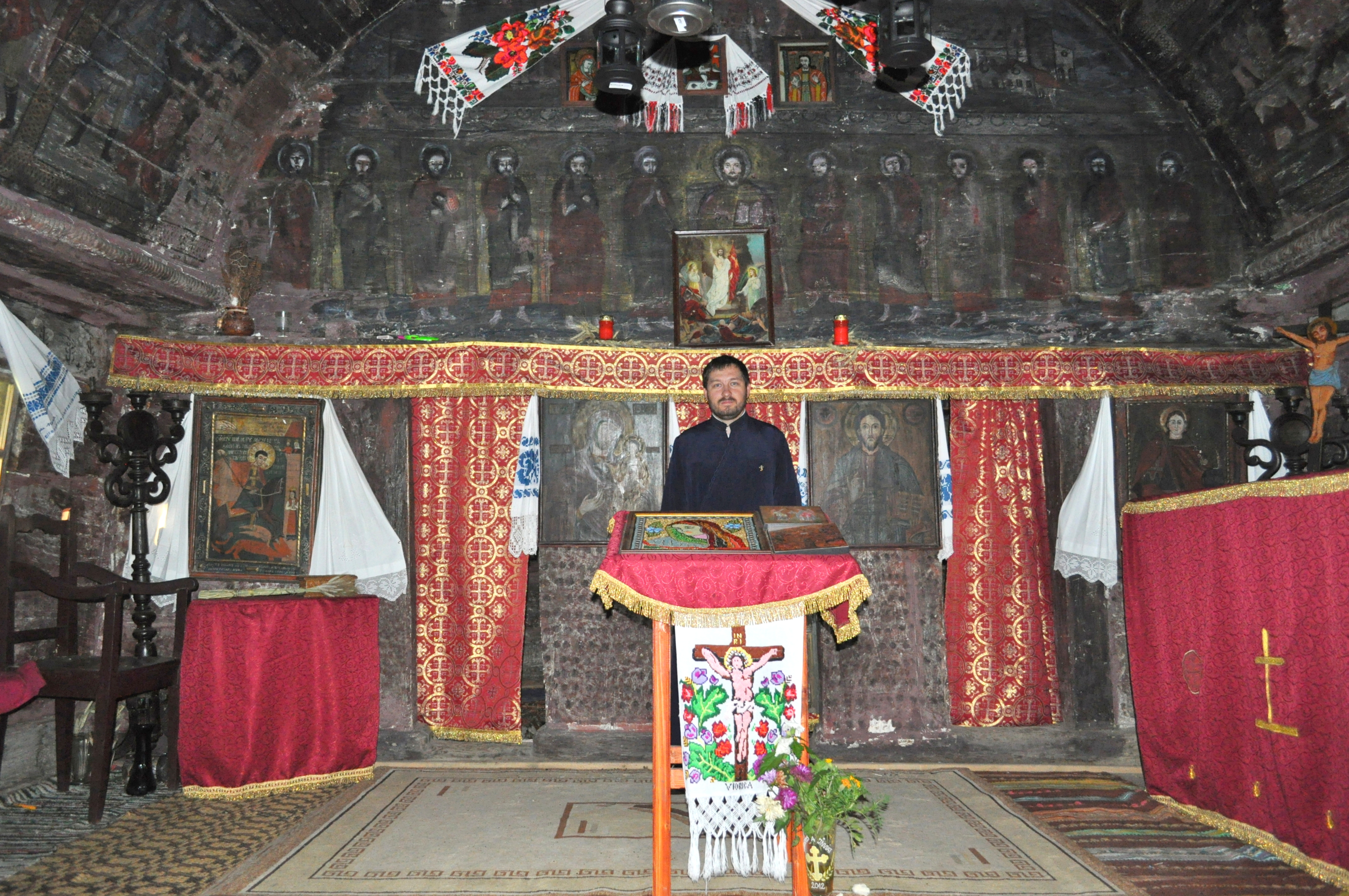
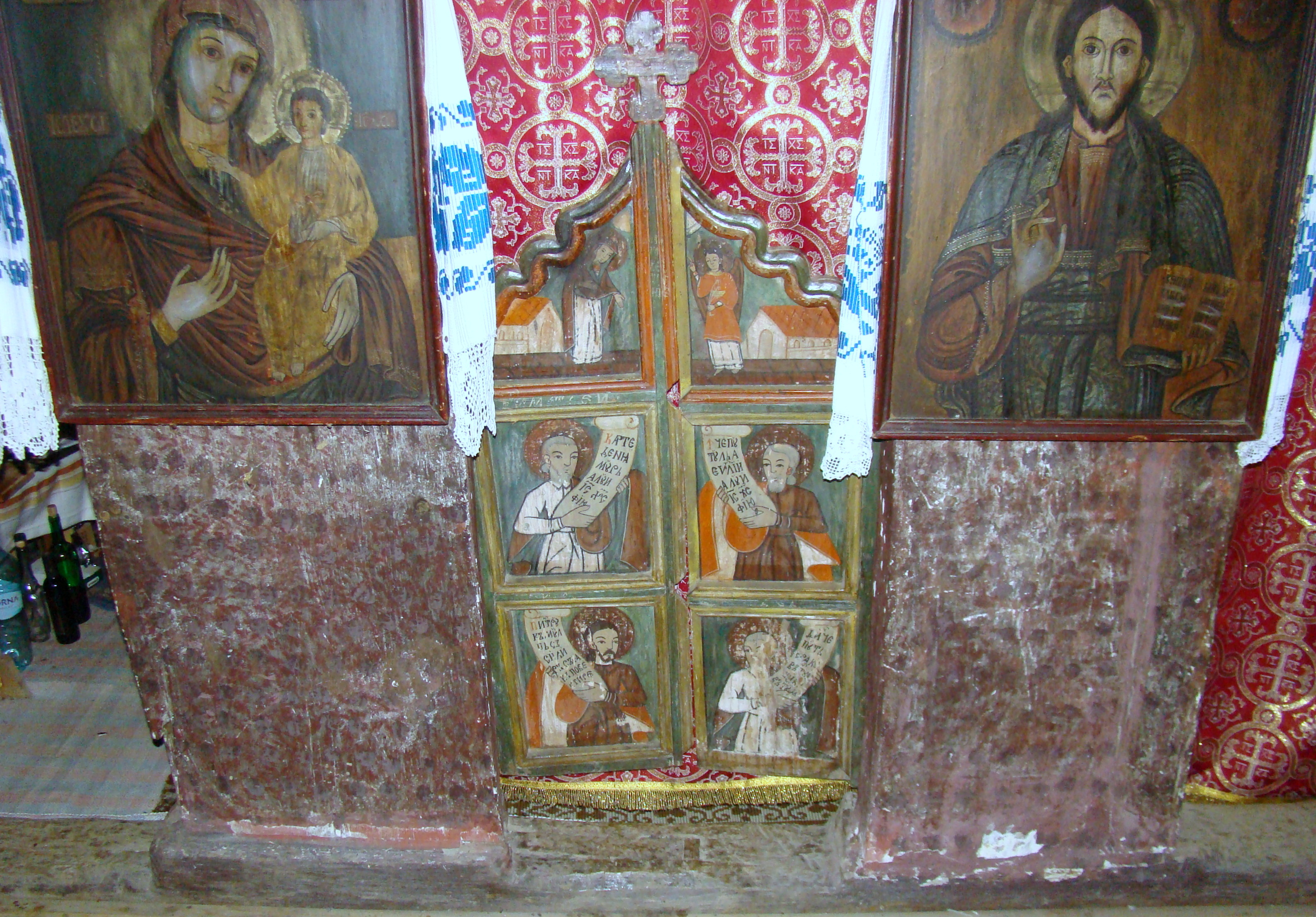
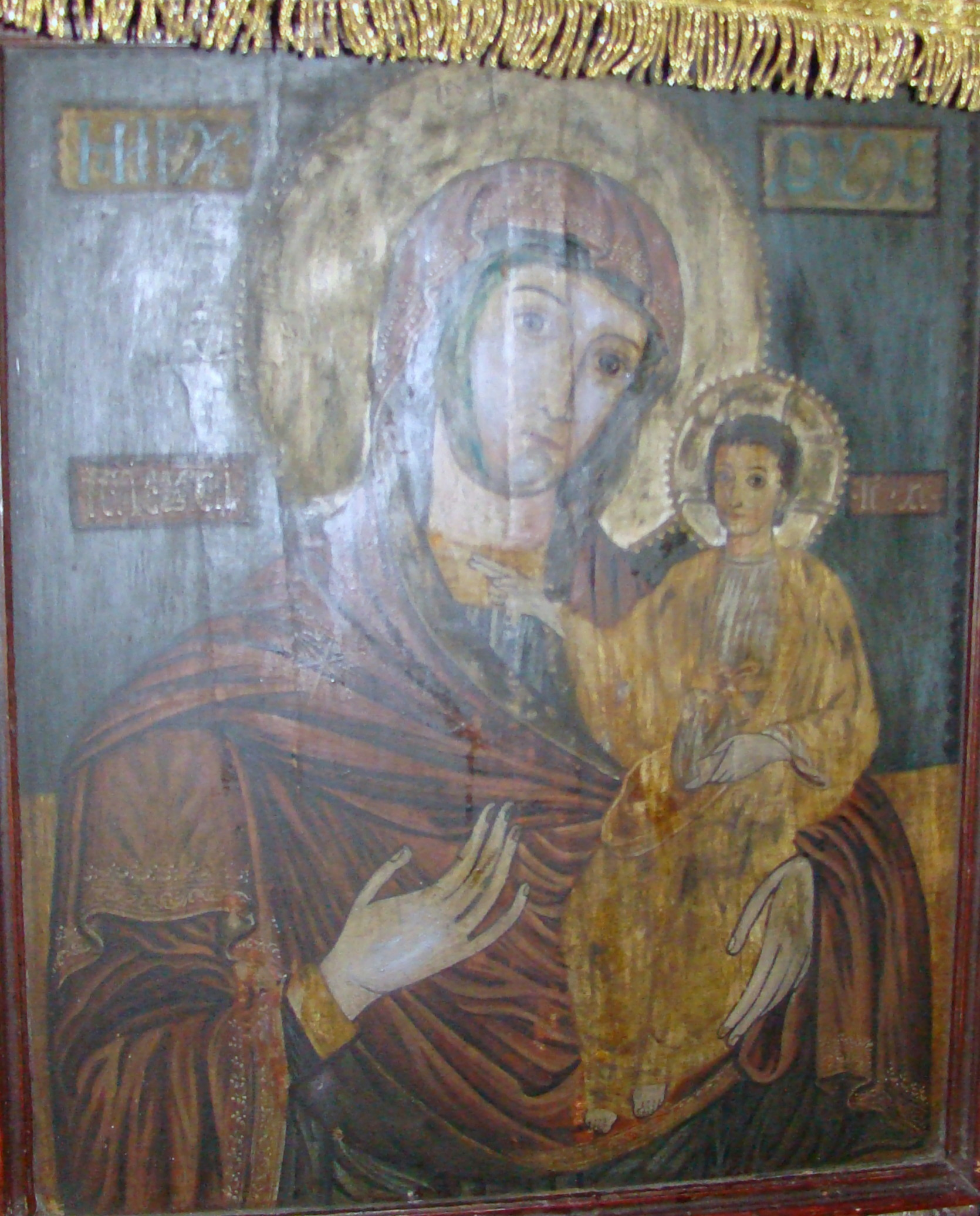
Icoană împărătească: Maica Domnului cu Pruncul>
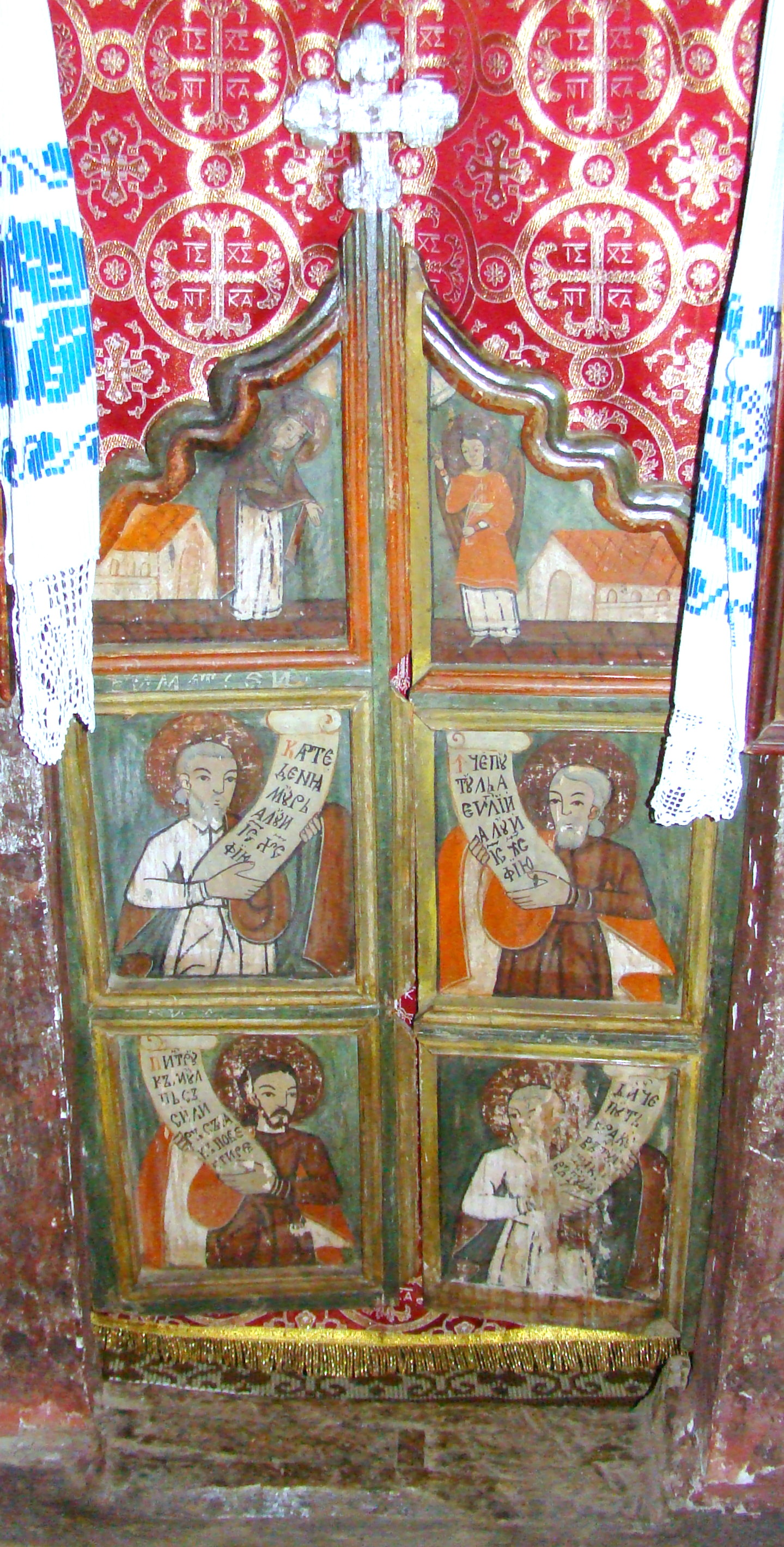
Uşile împărăteşti: Buna Vestire; Evangheliştii
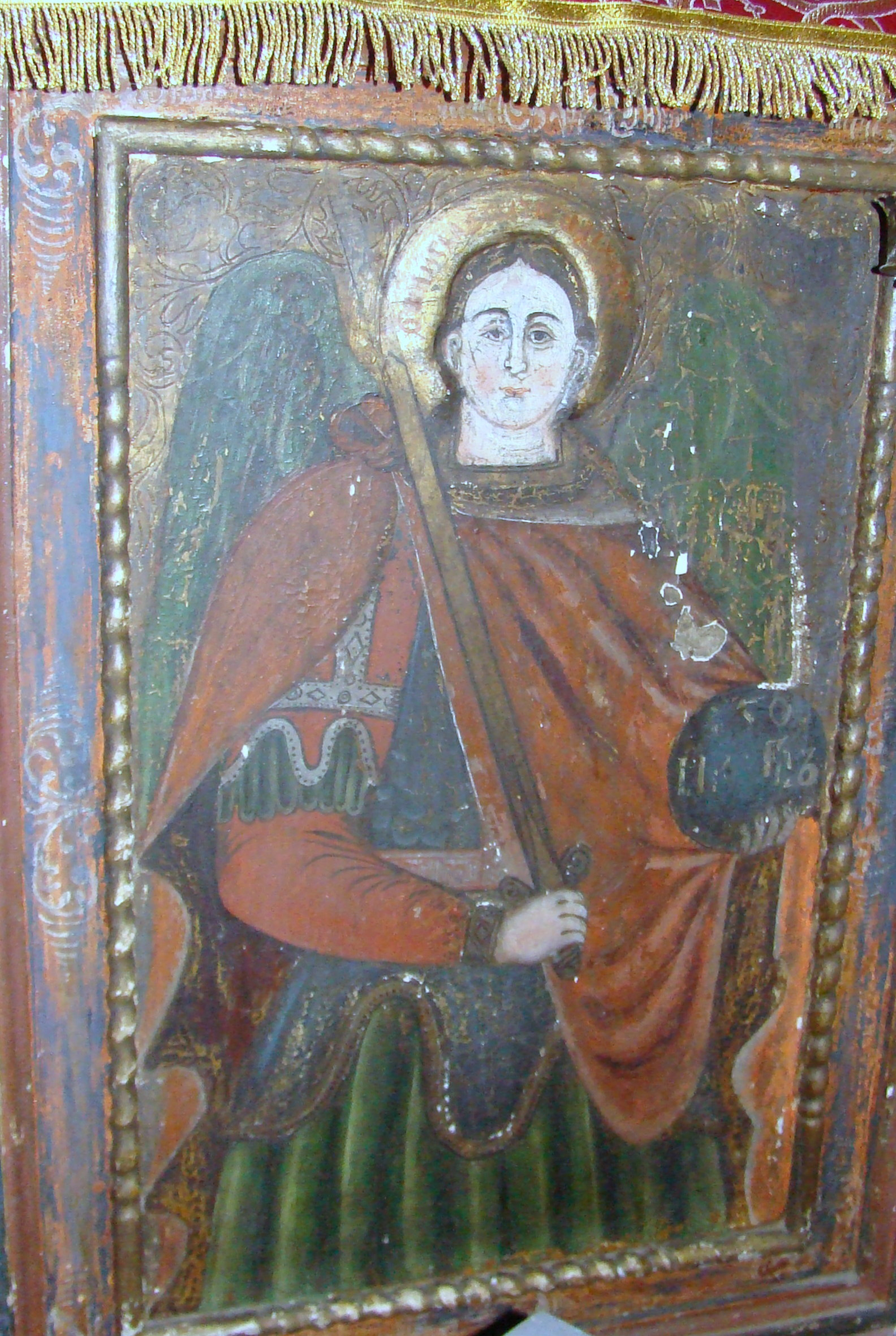
Icoană împărătească: Arhanghelul Mihail
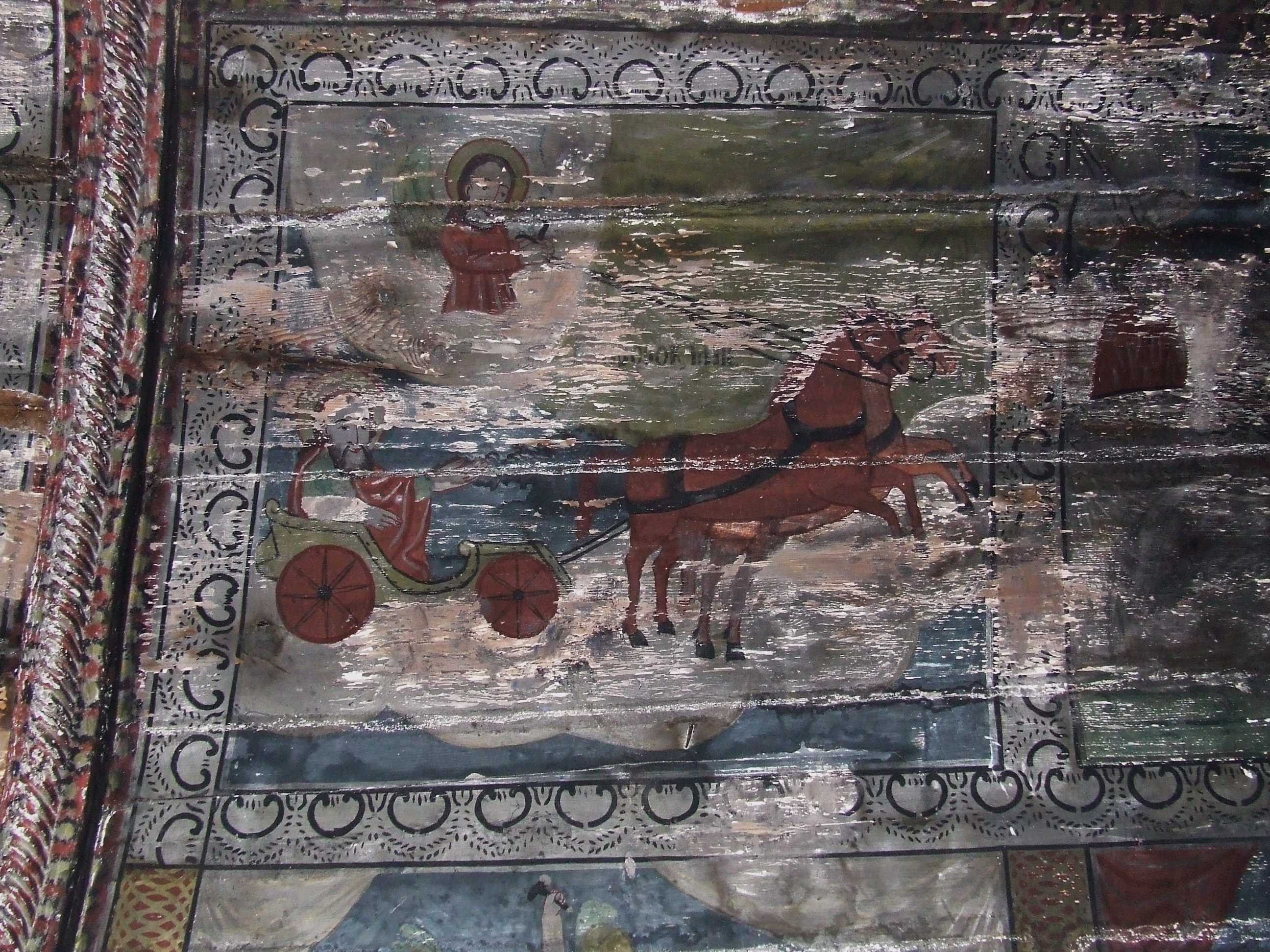
Sf. Ilie. Pictură din biserica de lemn din Sic.
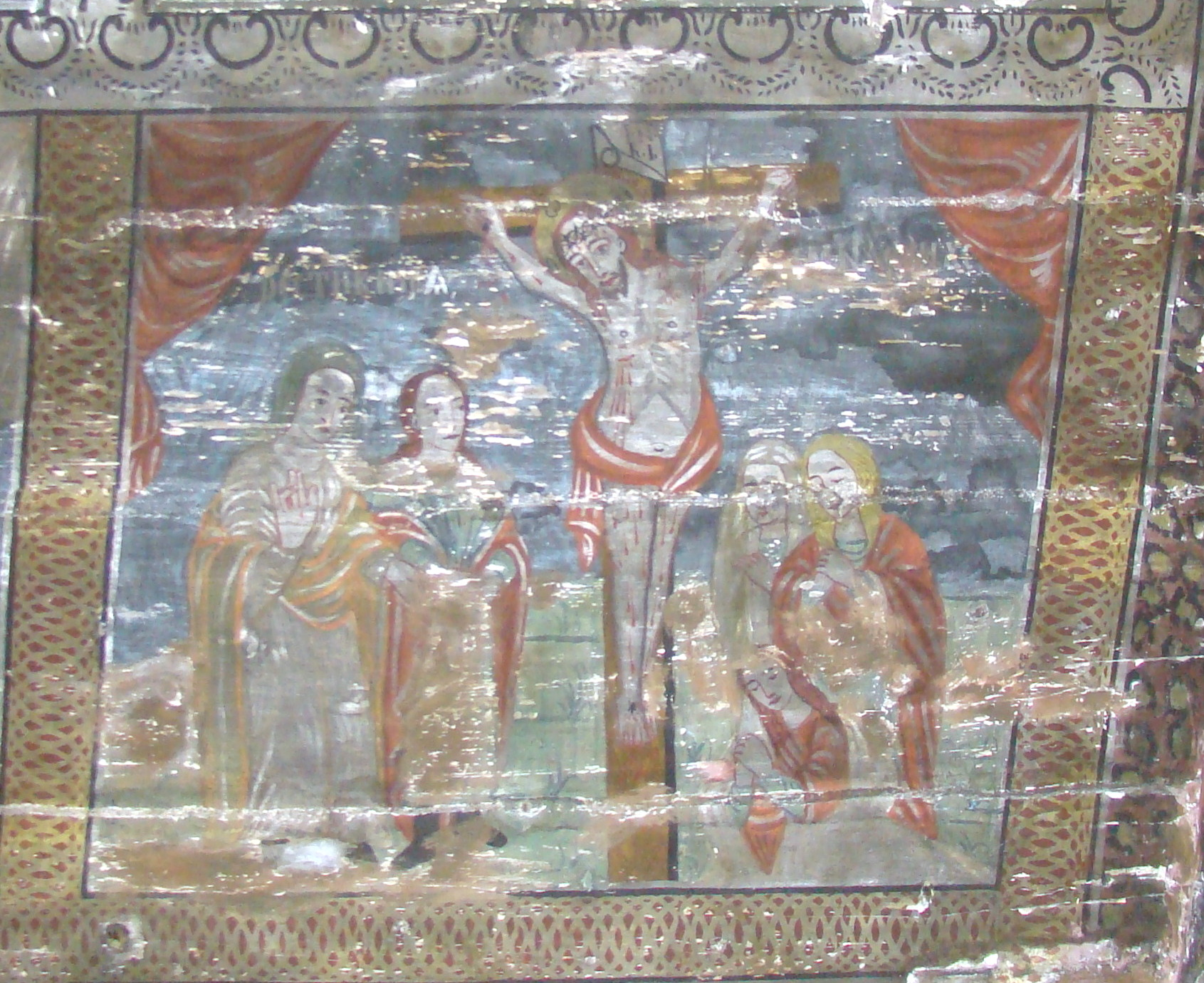
Pictură 1
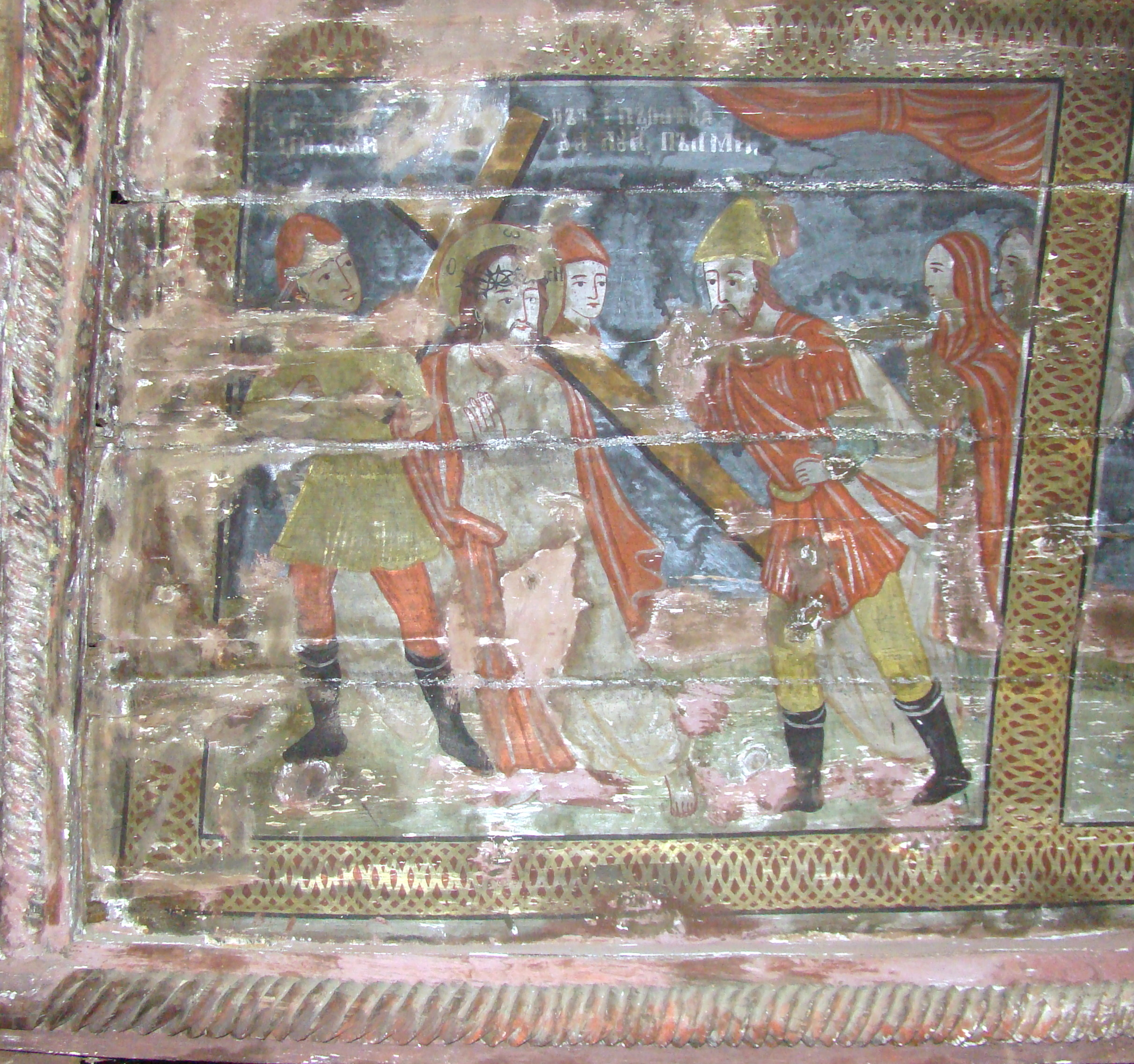
Pictură 2
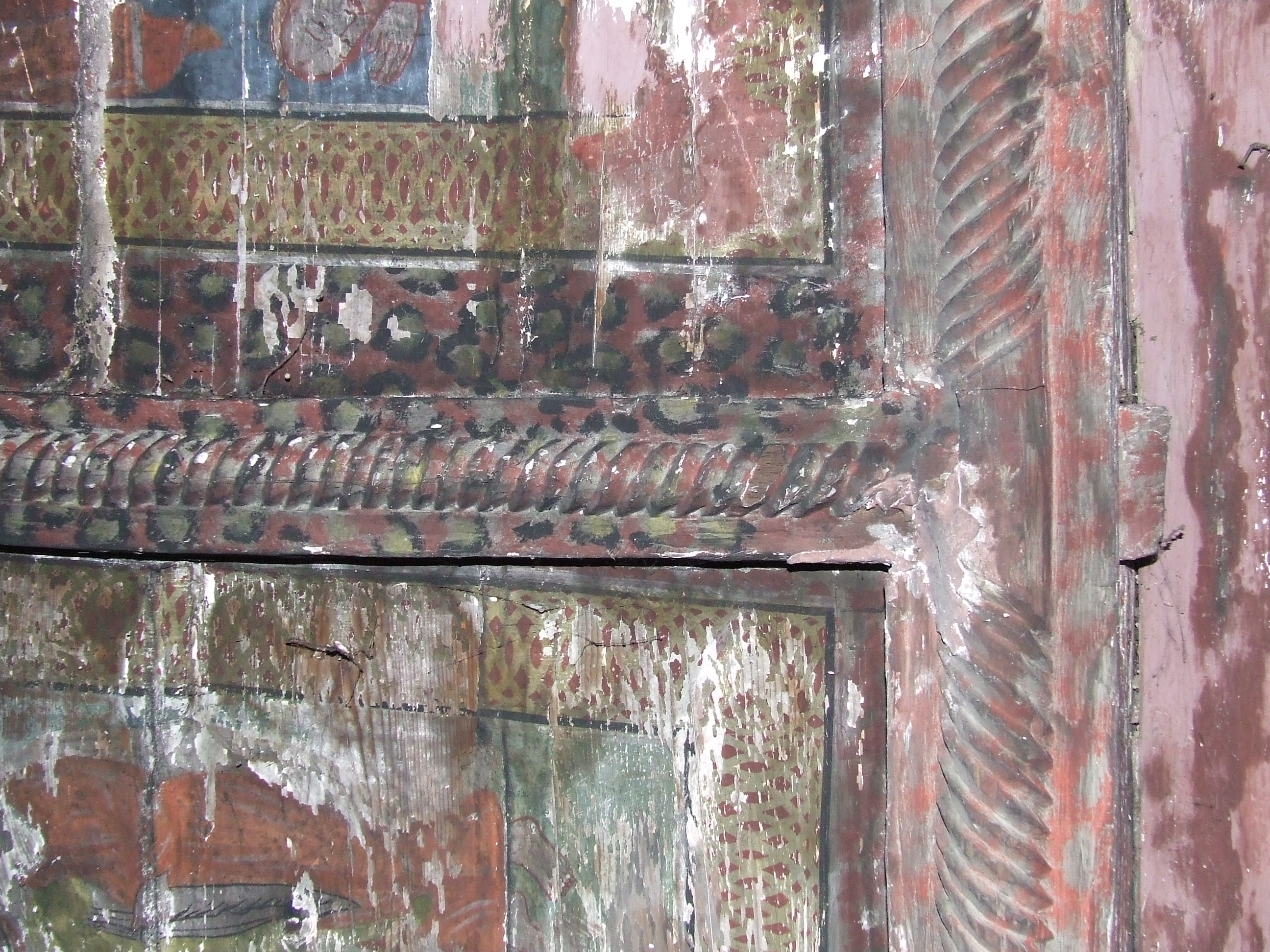
Detaliu decorativ
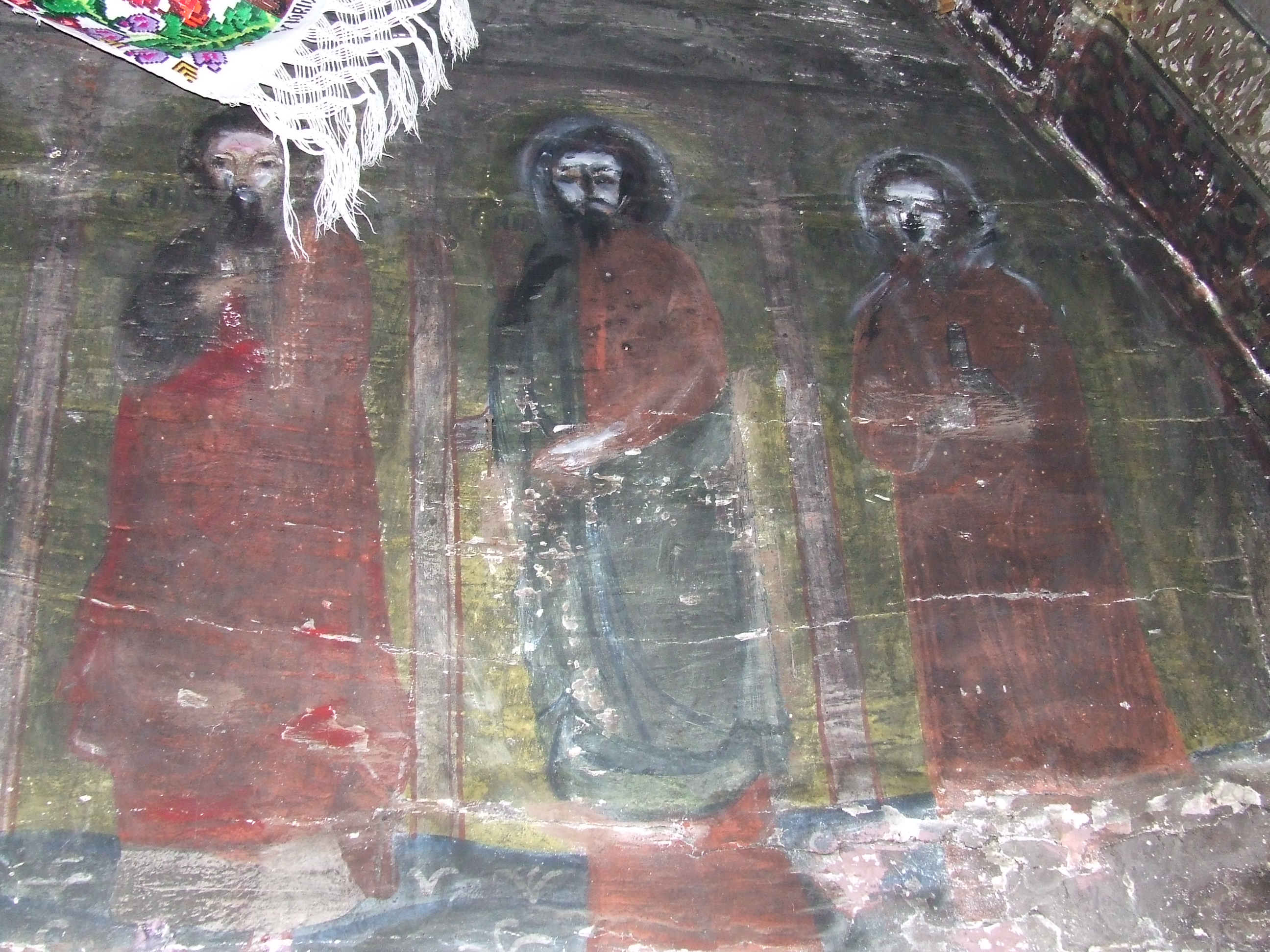
Pictura iconostasului
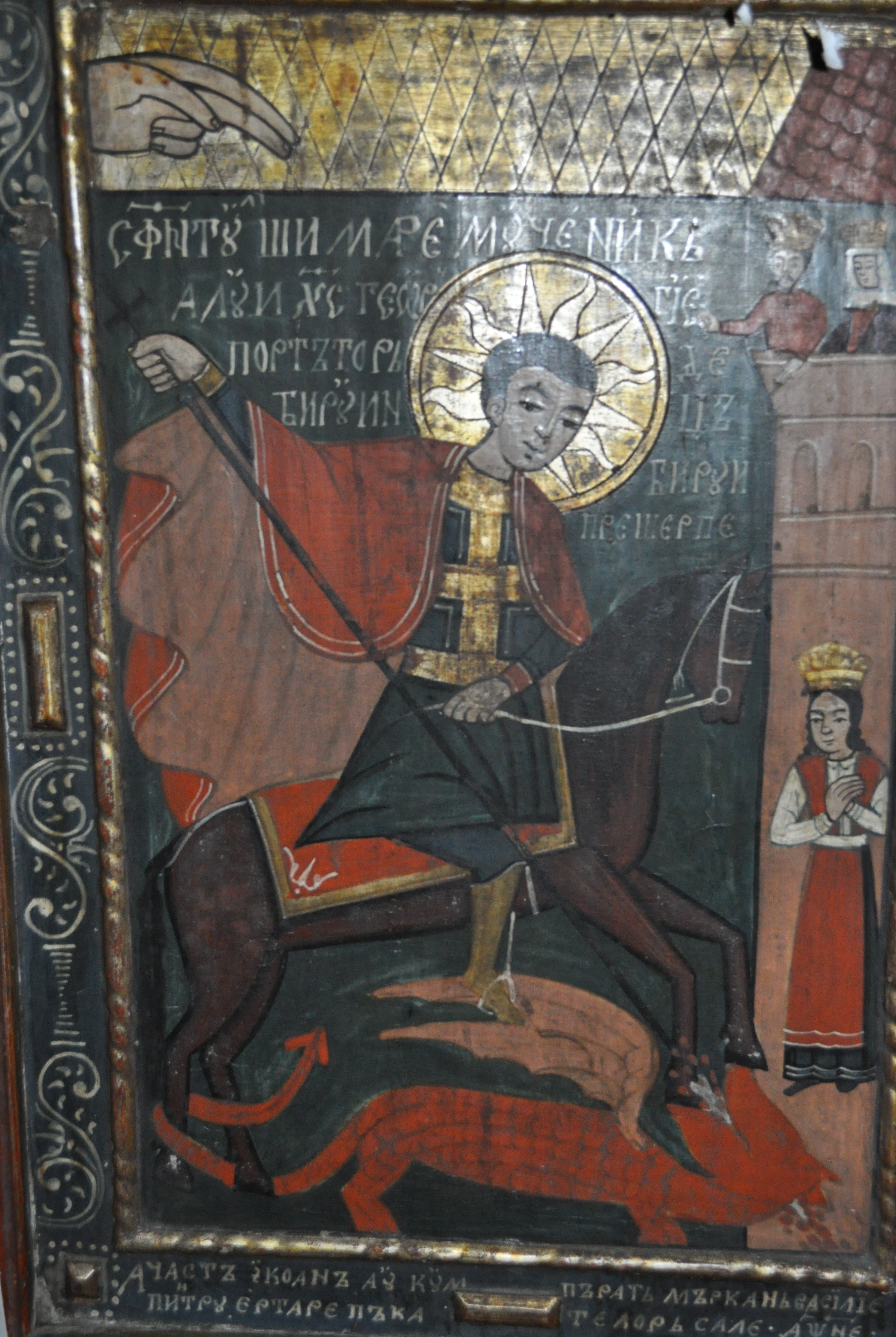
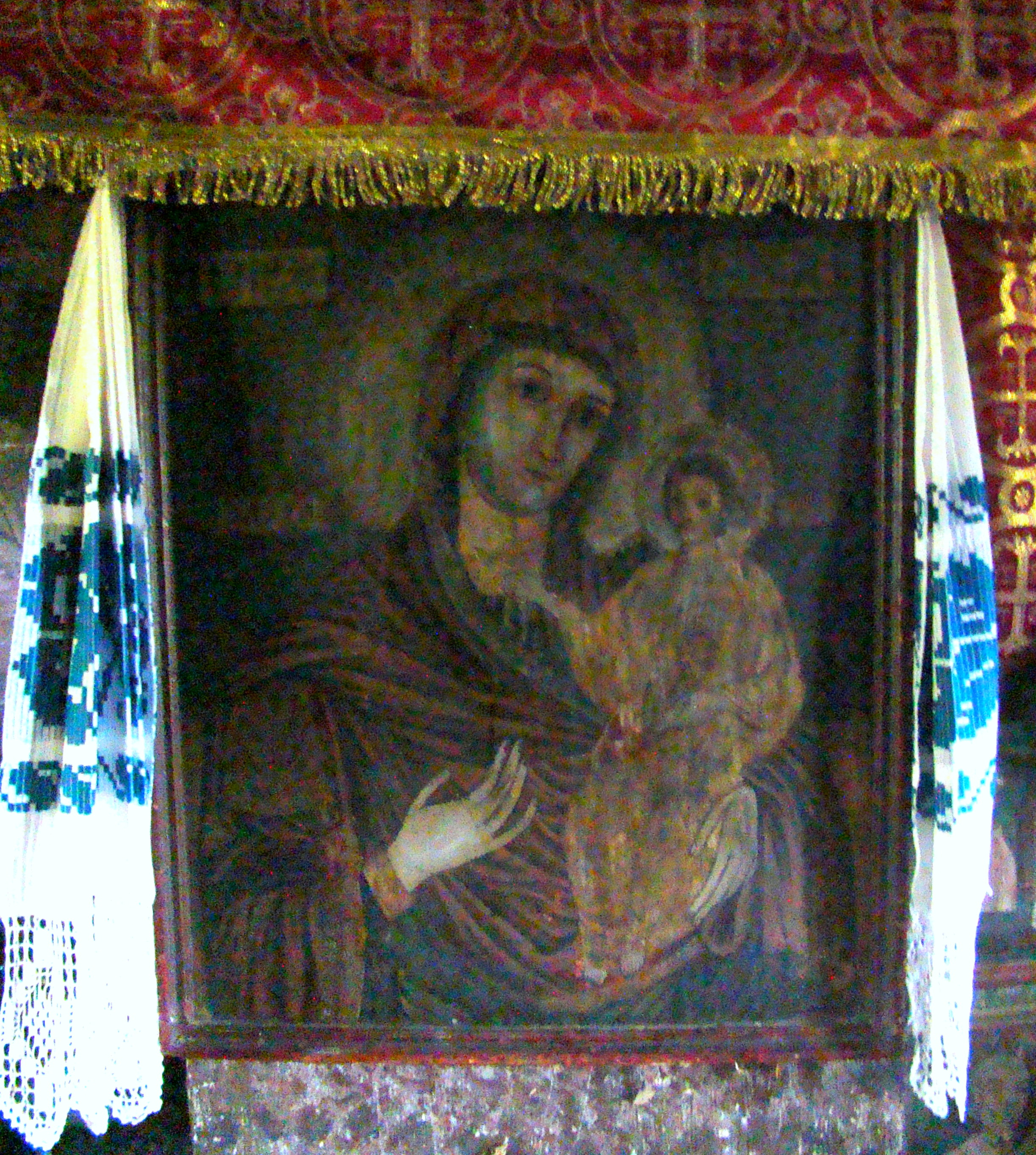
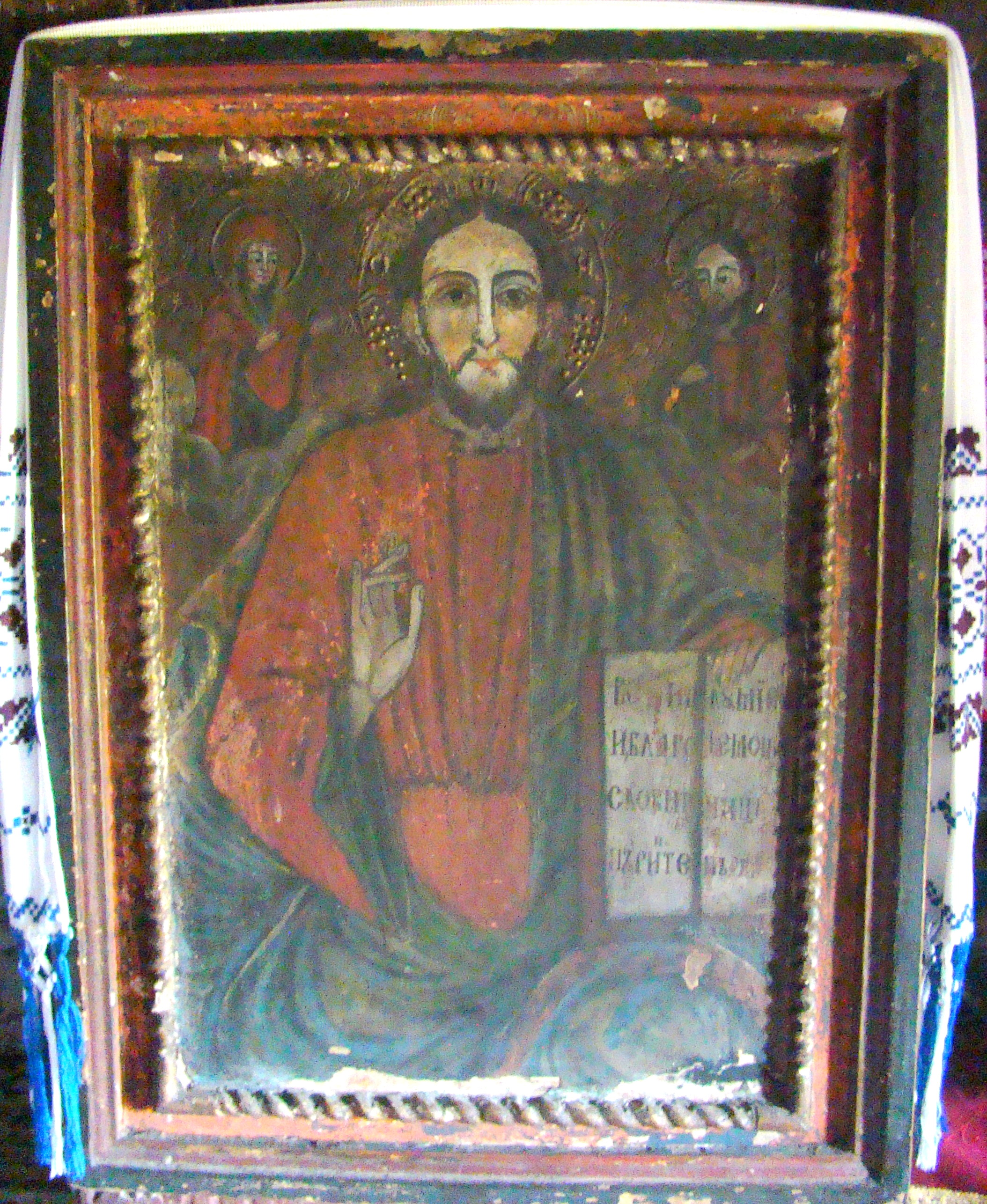
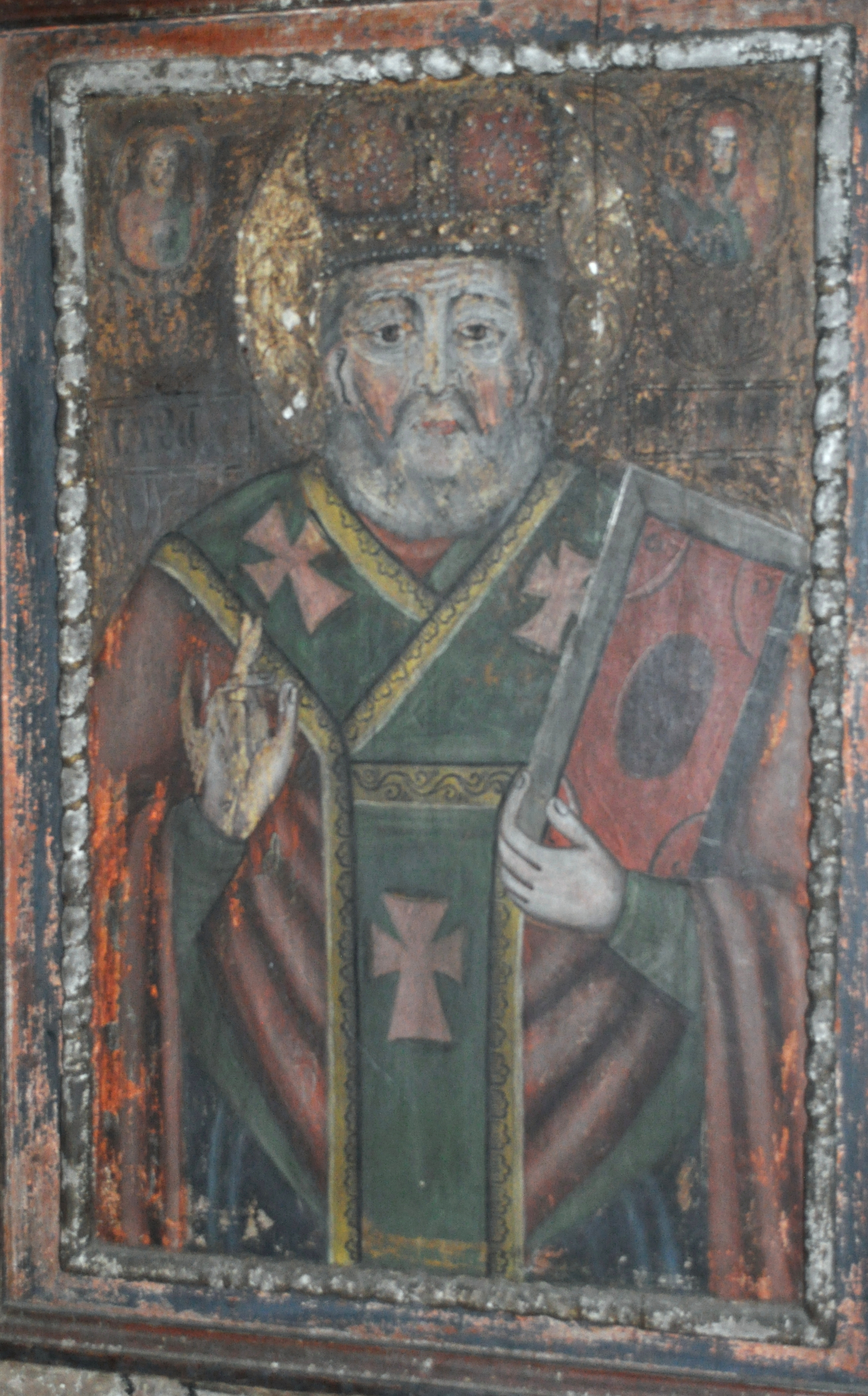
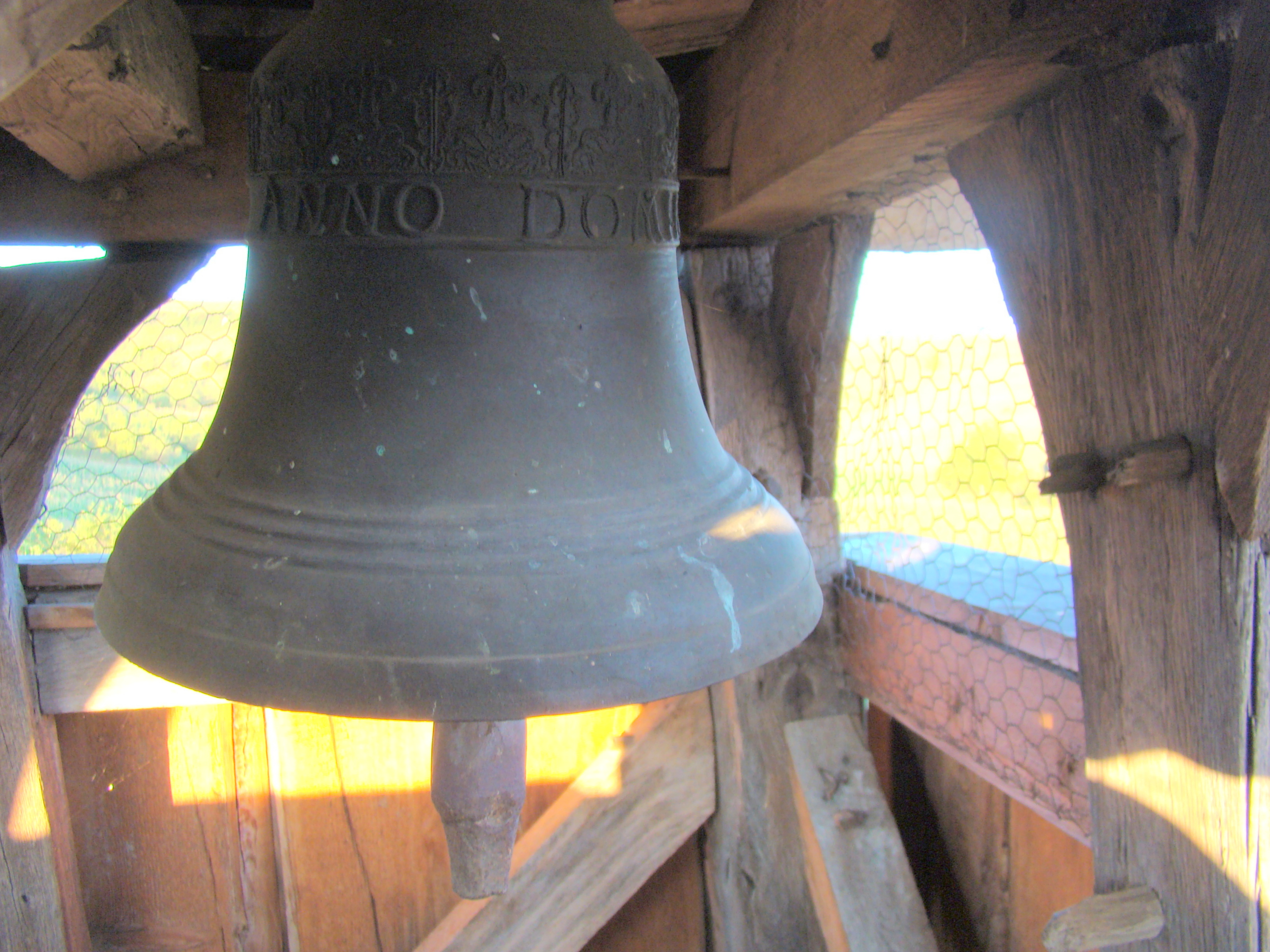
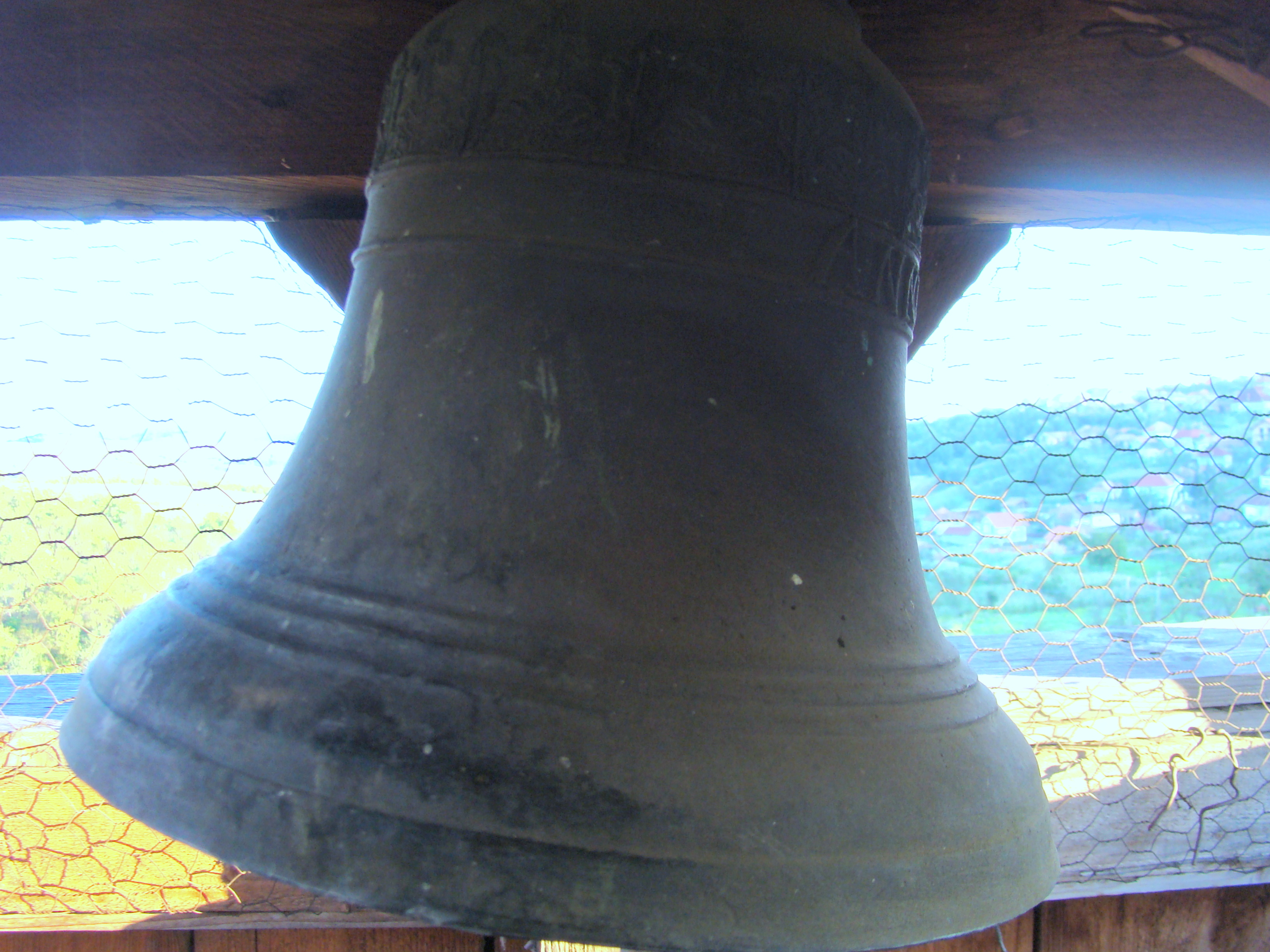
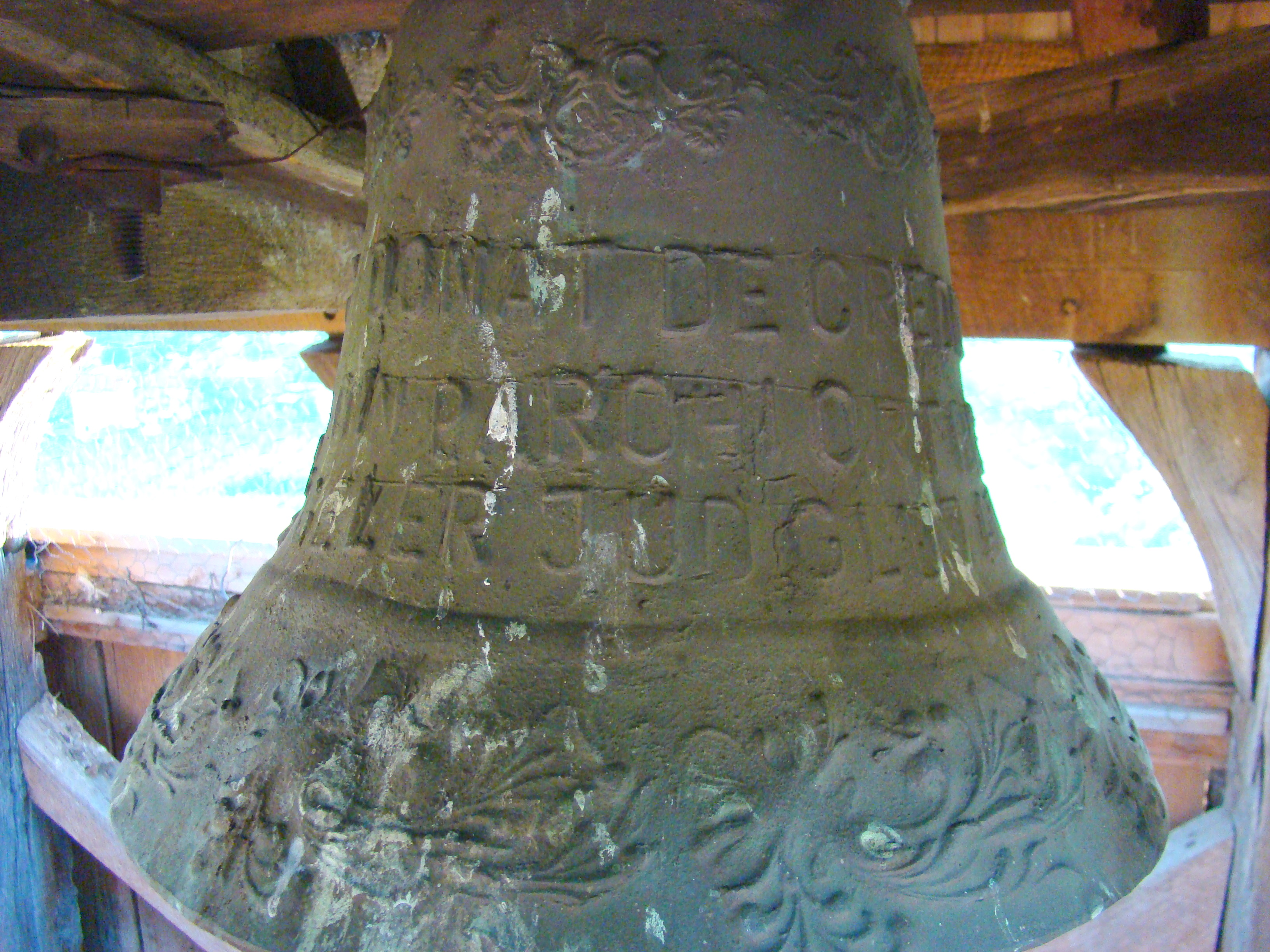
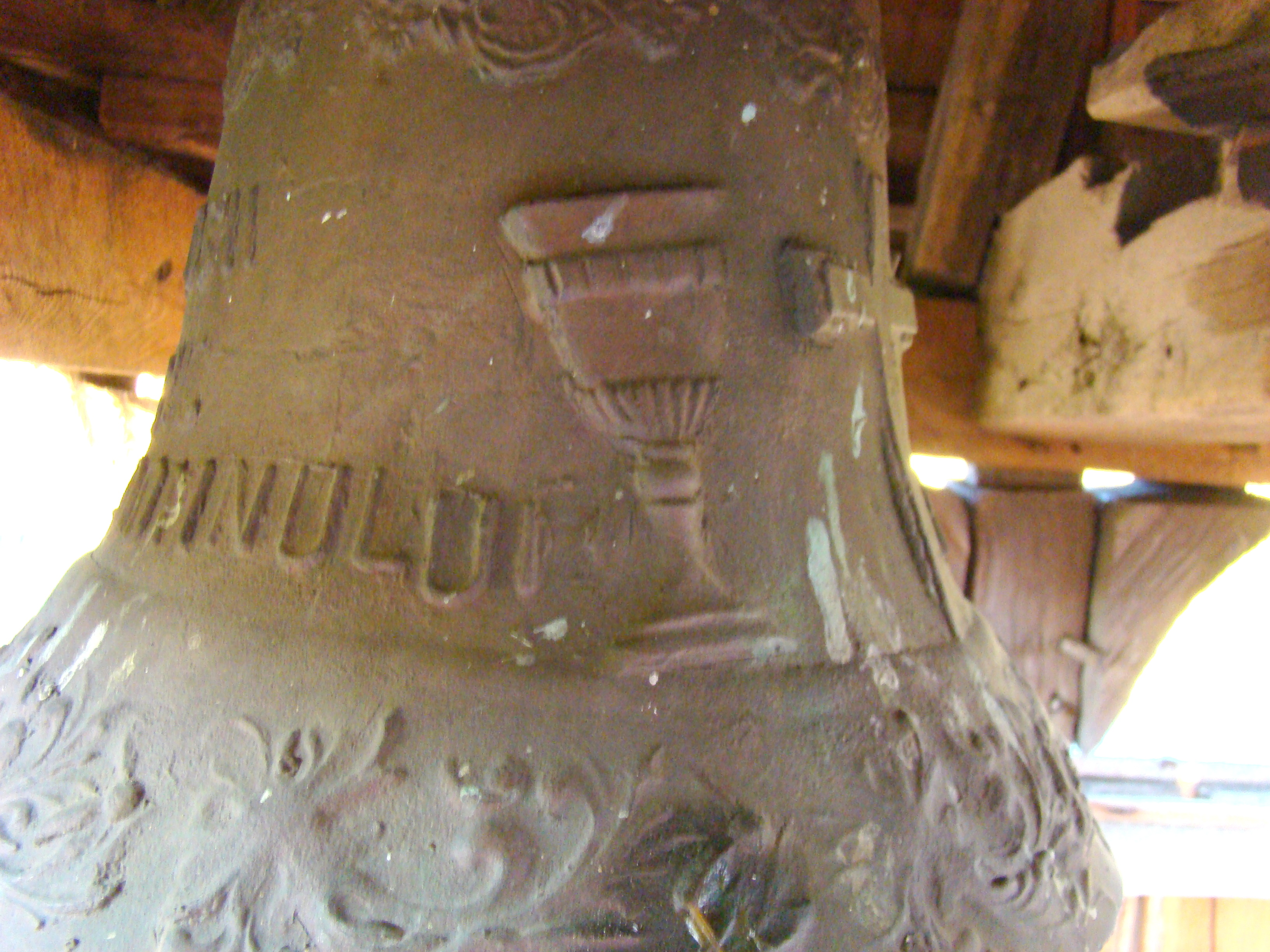